# Austrálie
Austrálie, plným názvem Australské společenství (anglicky Commonwealth of Australia), česky též Australský svaz, je federativní stát na jižní polokouli nacházející se na stejnojmenném kontinentu. Kromě pevninské části ho tvoří i velký ostrov Tasmánie a množství menších ostrovů v Jižním, Indickém a Tichém oceánu. Na severu sousedí s Indonésií, Východním Timorem a Papuou Novou Guineou, na severovýchodě se Šalomounovými ostrovy, Vanuatu a Novou Kaledonií a na jihovýchodě s Novým Zélandem. Austrálie je největší zemí Oceánie a šestou největší zemí na světě podle celkové rozlohy (7 688 287 kilometrů čtverečních). Její populace, skládající se z cca 26 milionů lidí, je vysoce urbanizovaná a hodně koncentrovaná na jižním a východním pobřeží. Hlavním městem je Canberra a největším Sydney. Další důležité městské oblasti v zemi jsou Melbourne, Brisbane, Perth a Adelaide.
Austrálci osídlovali Austrálii (kontinent) po asi 65 000 let před prvním příjezdem průzkumníků Spojených provincií nizozemských (dnešního Nizozemska) na začátku 17. století, kteří území pojmenovali jako Nové Holandsko. V roce 1770  Království Velké Británie obsadilo východní část Austrálie. Prvotního přílivu anglicky mluvících obyvatel dosáhli Britové tím, že od 26. ledna 1788 transportovali trestance do kolonie Nový Jižní Wales. Toto datum se později stalo australským národním dnem. Populace v následujících desetiletích neustále rostla a v době zlaté horečky v 50. letech 19. století byla většina kontinentu prozkoumána evropskými osadníky a bylo založeno dalších pět samosprávných kolonií britské koruny. Dne 1. ledna 1901 těchto šest kolonií vytvořilo federaci, čímž vzniklo Australské společenství. Austrálie si od té doby udržuje stabilní liberálně demokratický politický systém, který funguje jako federální parlamentní konstituční monarchie a zahrnuje šest států a deset teritorií.
Austrálie je geologicky nejstarší oddělený, nejplošší, a nejsušší obydlený kontinent, s nejméně úrodnou půdou. Má rozlohu 7 688 287 kilometrů čtverečních.Je to velice různorodá země, její velikost jí dává širokou škálu krajin a podnebí, s pouští ve vnitrozemí, tropickými deštnými pralesy na severovýchodě a horskými pásmy na jihovýchodě. Austrálie generuje své příjmy z různých zdrojů, včetně exportu souvisejícího s těžbou, telekomunikací, bankovnictvím, výrobou a mezinárodním vzděláváním.
Austrálie je vyspělá země s třináctou největší ekonomikou na světě a desátým nejvyšším příjmem na obyvatele. Je považována za regionální mocnost a má třinácté nejvyšší vojenské výdaje na světě. Přistěhovalci tvoří 30% populace, což je nejvyšší podíl ve všech zemích s počtem obyvatel nad 10 milionů. Země se řadí na první místo v oblasti zdraví, vzdělání, ekonomické svobody a občanských práv.
Austrálie je členem OSN, G20, Commonwealthu, ANZUS, Organizace pro hospodářskou spolupráci a rozvoj (OECD), Světové obchodní organizace, Asijsko-pacifické hospodářské spolupráce, Fóra tichomořských ostrovů a ASEAN Plus Six.

## Název

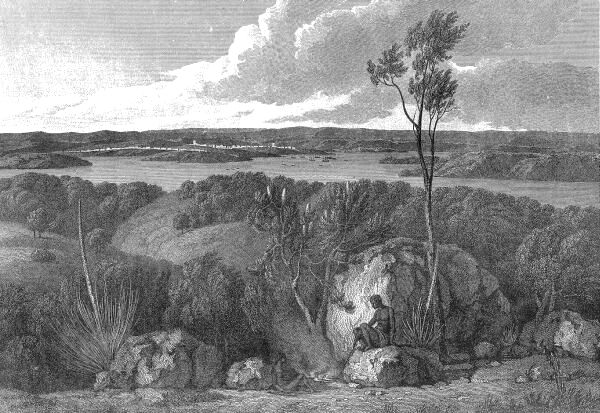
Pohled na Port Jackson, místo, kde bylo později založeno Sydney.

Jméno Austrálie je odvozeno z latinského Terra Australis Incognita („neznámá jižní země“), což byl název používaný pro hypotetický kontinent na jižní polokouli už starověkými Řeky . Když Evropané začali v 17. století poprvé navštěvovat a mapovat Austrálii, byl název Terra Australis ("jižní země") přirozeně aplikován na tato nově objevená území. 
Až do počátku 19. století byla Austrálie nejvíce známá jako „Nové Holandsko“, tedy pod jménem, které poprvé použil nizozemský průzkumník Abel Tasman v roce 1644 (jako Nieuw-Holland), a které bylo následně poangličtěno. Název Austrálie popularizoval průzkumník Matthew Flinders, který řekl, že je „příjemnější pro ucho a je podobné jménům dalších světadílů“. Několik raných kartografů také použilo slovo Austrálie na mapách. Již Gerardus Mercator (1512–1594) použil na své dvojité cordiformní mapě světa z roku 1538 frázi climata australia (klima Austrálie), stejně jako Gemma Frisius (1508–1555), který byla Mercatorovým učitelem a spolupracovníkem, na své vlastní mapě cordiform wall v roce 1540. Austrálie se objevuje v knize o astronomii od Cyriaca Jacoba zum Bartha vydané ve Frankfurtu nad Mohanem v roce 1545.
Zdá se, že jméno Austrálie bylo poprvé oficiálně použito v dubnu 1817, kdy guvernér Lachlan Macquarie potvrdil přijetí Flindersových map Austrálie od hraběte Henryho Bathursta. V prosinci 1817 Macquarie doporučil Colonial Office, aby bylo formálně přijato. V roce 1824 se admirálové dohodli, že kontinent by měl být oficiálně znám pod tímto jménem. První oficiální publikované použití nového jména přišlo s vydáním The Australia Directory v roce 1830 Hydrografickou kanceláří.
Hovorové názvy pro Austrálii jsou například „Oz“ a „Land Down Under“ (obvykle zkráceno na „Down Under“). Další epiteta zahrnují „Velkou jižní zemi“, „Lucky Country“, „Sunburnt Country“ a „Wide Brown Land“. Poslední dva jsou odvozeny z básně Dorothey Mackellar z roku 1908 „Moje země“.

## Dějiny

### Pravěk
Bližší informace: Austrálci

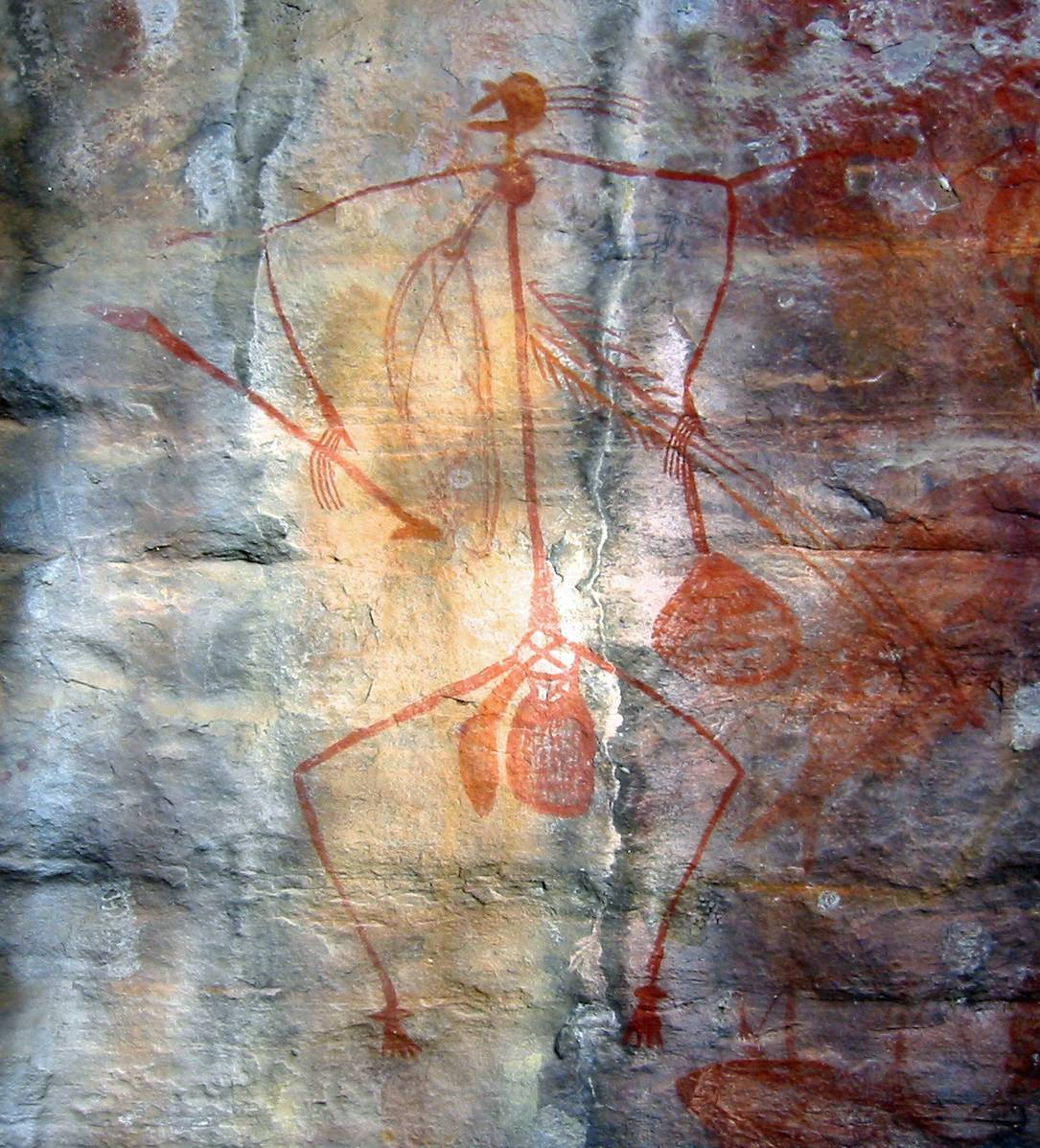
Skalní malby Austrálců (Aboriginců) v národním parku Kakadu

Je známo, že lidské osidlování Austrálie jako kontinentu začalo před minimálně 65 000 lety s migrací lidí přes pozemní mosty a krátké námořní přechody z dnešní jihovýchodní Asie. Obvyklý názor za příčinu pohybu obyvatel jihovýchodní Asie na jih označuje dobu ledovou. Podle knihy australského archeologa Scotta Canea byla příčinou migrace tzv. tobská katastrofa, k níž došlo 72 000 let př. n. l., což bylo přijato jako kontroverzní a nepodložená hypotéza. Šlo o erupci supervulkánu Toba v Indonésii na ostrově Sumatra, které je někdy připisováno poslední velké vymírání druhů. I dobu před 65 000 lety zpochybňuje analýza DNA. Osidlování kontinentu Austrálie trvalo migrací zhruba 10 000 let. Skalní úkryt Madjedbebe, v Arnhemské zemi je považován za nejstarší místo ukazující přítomnost lidí v Austrálii. Nejstarší nalezené lidské ostatky jsou pozůstatky v jezeru Mungo, na jihozápadě Nového Jižního Walesu, které byly datovány zhruba na dobu před 41 000 lety. Tito lidé byli předky moderních domorodých Australanů. Austrálci používali kamenné nástroje a po svém příchodu brzy vyhubili obří vačnatce. Krajinu změnili žďářením, kterým si ulehčovali lov zvířat. Krajina tak získala většinově charakter savany. Domorodá australská kultura je jednou z nejstarších kontinuálních kultur na Zemi.
V době prvního kontaktu s Evropany byla většina domorodých Australanů lovci a sběrači se složitými ekonomikami a společnostmi. Nedávné archeologické nálezy naznačují, že bylo možné udržet populaci 750 000 lidí. Domorodí Australani mají ústní tradici s duchovními hodnotami založenými na úctě k zemi a víře v „Čas snů“, tedy ve zlatou éru na počátku světa, kdy totemové bytosti stvořily svět, stanovily zákony a přikázaly obřady, jež je nutné provádět k zajištění kontinuity života.
Domorodé umění Austrálců je považováno za nejstarší pokračující uměleckou tradici na světě. Doklady o něm lze vysledovat nejméně 30 000 let nazpět a nacházejí se v celé Austrálii, zejména v blízkosti Uluru a v národních parcích Kakadu či Ku-ring-gai. Dělili se na zhruba 250 kmenů, z nichž každý měl vlastní jazyk; 200 z těchto jazyků již zcela zaniklo. Největší hustota obyvatelstva se předpokládá v údolí řeky Murray. Ostrovy Torres Strait Island, etnicky melaneské, se živily sezónním zahradnictvím a zdroji svých útesů a moří. Severní pobřeží a vody Austrálie byly sporadicky navštěvovány makassanskými rybáři z dnešní Indonésie. Jejich kultura však byla od dnešních Austrálců odlišná.

### Objevení kontinentu Evropany
První zaznamenané evropské pozorování australské pevniny a první zaznamenané evropské přistání na australském kontinentu jsou přičítány Nizozemcům. Existuje sice teorie portugalského přistání u břehů Austrálie ve 20. letech 16. století, není však věrohodně doložena a stále se o ní diskutuje. První loď a posádka, která zmapovala Australské pobřeží a potkala se s Austrálci byla Duyfken vedená nizozemským navigátorem, Willemem Janszoonem. Na začátku roku 1606 zahlédl pobřeží Yorského poloostrova a 26. února 1606 přistál u řeky Pennefather blízko dnešního města Weipa na mysu York. Později téhož roku proplul španělský průzkumník Luís Vaz de Torres ostrovy kolem Torresova průlivu. Nizozemec zmapoval celé západní a severní pobřeží a pojmenoval ostrovní kontinent „Nové Holandsko“ v průběhu 17. století, a přestože nebyl učiněn žádný pokus o osídlení, řada vraků zanechala muže buď uvízlé, nebo, jako v případě Batavie v roce 1629, opuštěné kvůli vzpouře a vraždě, a stal se tak prvním Evropanem, který trvale obýval kontinent. William Dampier, anglický objevitel a lupič, se vylodil na severozápadním pobřeží Nového Holandska v roce 1668 (zatímco sloužil jako člen posádky pod kapitánem Johnem Readem) a znovu v roce 1699 na zpáteční cestě. V roce 1770 se plavil kolem a zmapoval východní pobřeží James Cook, které pojmenoval Nový Jižní Wales přiznal ho Velké Británii.
Se ztrátou amerických kolonií v roce 1783 poslala britská vláda flotilu lodí, tzv. „První flotilu“ pod velením kapitána Arthura Phillipa, aby založil novou trestaneckou kolonii v Novém Jižním Walesu. Tábor byl založen a britská vlajka byla vyzvednuta v Sydney Cove v Port Jacksonu 26. ledna 1788, v den, který se později stal australským národním dnem, australským dnem. Většina časně odsouzených byla přesunuta za malicherné zločiny a při příjezdu zapsáni jako dělníci nebo sloužící. Zatímco se většina po emancipaci usadila v koloniální společnosti, pořádaly se také vzpoury a povstání odsouzených, které byly vždy stanným právem potlačeny. Rumová vzpoura v roce 1808 bylo jediné úspěšné ozbrojené převzetí vlády v Austrálii, což podnítilo dvouleté období vojenské vlády.
Domorodá populace se snížila v důsledku 150 letému usazování Evropanů, hlavně kvůli infekčním chorobám. Tisíce dalších zemřelo v důsledku hraničních konfliktů s osadníky. Vládní politika „asimilace“ počínaje zákonem o ochraně domorodců z roku 1869 vyústila v odstranění mnoha domorodých dětí z jejich rodin a komunit - označovaných jako Ukradené generace - postup, který rovněž přispěl k poklesu domorodého obyvatelstva. Jako výsledek referenda z roku 1967, pravomoc federální vlády přijímat zvláštní zákony s ohledem na konkrétní rasu byla rozšířena, aby bylo možné vytvářet zákony s ohledem na domorodce. Tradiční vlastnictví půdy („rodný titul“) bylo zákonem uznáno až v roce 1992, kdy Vrchní soud Austrálie rozhodl v Mabo v Queenslandu (č. 2), že právní doktrína, podle které byla Austrálie terra nullius („země nikoho„) se v době britského vypořádání nevztahovalo na Austrálii.

### Britská kolonizace

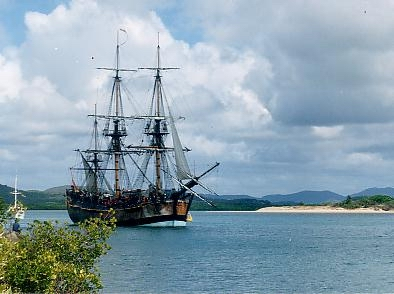
Replika lodi HMS Endeavour, která byla postavena roku 1988 ve Fremantlu. Poručík James Cook na původní lodi připlul v roce 1770 do Botanického zálivu a zabral východní pobřeží Austrálie ve prospěch Království Velké Británie.

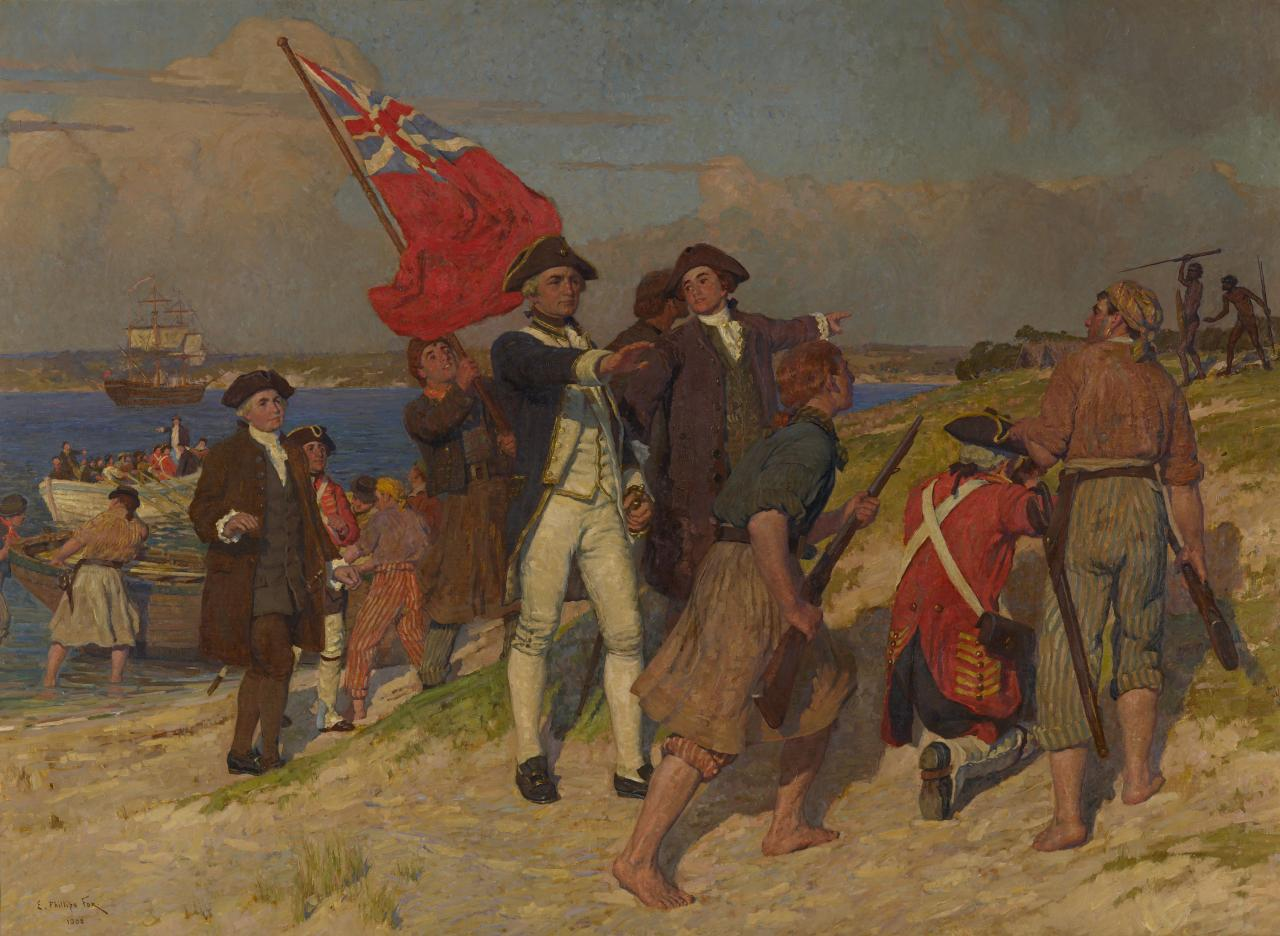
Přistání kapitána Cooka v Botanickém zálivu, malba z roku 1902

V roce 1769 se britský námořní poručík James Cook na lodi Endeavour připlavil nejprve na Tahiti, aby pozoroval přechod Měsíce přes Venuši. Měl však tajný pokyn britské admirality, aby se pokusil nalézt cestu k jižnímu kontinentu. Cook se rozhodl prozkoumat východní pobřeží, jedinou část Austrálie, kterou nizozemští mořeplavci neprobádali. 19. dubna 1770 posádka Endeavouru zahlédla východní pobřeží a o deset dní později Cook přistál v Botanickém zálivu. Cook zmapoval pobřeží spolu s přírodovědcem lodi Josephem Banksem, který následně sepsal zprávu o příznivých podmínkách pro založení kolonie, přičemž doporučil, aby kolonie byla trestanecká.
V roce 1788 dorazila do Botanického zálivu první kolonizační britská výprava (tzv. First Fleet) vedená kapitánem Arthurem Philippem. Jedenáct lodí sebou přivezlo i první trestance. Několik dní po příjezdu do Botanického zálivu se flotila přesunula do vhodnějšího přístavu Jackson, kde byla 26. ledna 1788 založena osada Sydney Cove, dnešní Sydney. Toto datum se později stalo australským státním svátkem, Dnem Austrálie.

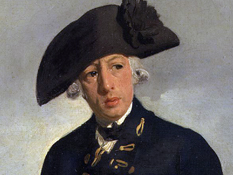
První guvernér Austrálie Arthur Phillip

Oficiálně vyhlásilo Spojené království Velké Británie a Irska své nároky na západní část Austrálie roku 1829. Tehdejší Země Van Diemena, dnes známá jako Tasmánie, byla Brity (z velké části trestanci) osídlena v roce 1803, roku 1825 se stala samostatnou britskou kolonií. Z částí Nového Jižního Walesu byly vytvořeny další samostatné kolonie: Jižní Austrálie roku 1836, Victoria roku 1851 a Queensland roku 1859. Severní teritorium bylo založeno roku 1911 vynětím z Jižní Austrálie. Jižní Austrálie byla založena jako „svobodná provincie“ (free province) a nebyla tedy nikdy trestaneckou kolonií. Provincie Victoria a Západní Austrálie byly také založeny jako „svobodné“, ale později přijaly transporty trestanců. Transporty do Nového Jižního Walesu byly roku 1848 po protestech obyvatel zastaveny.

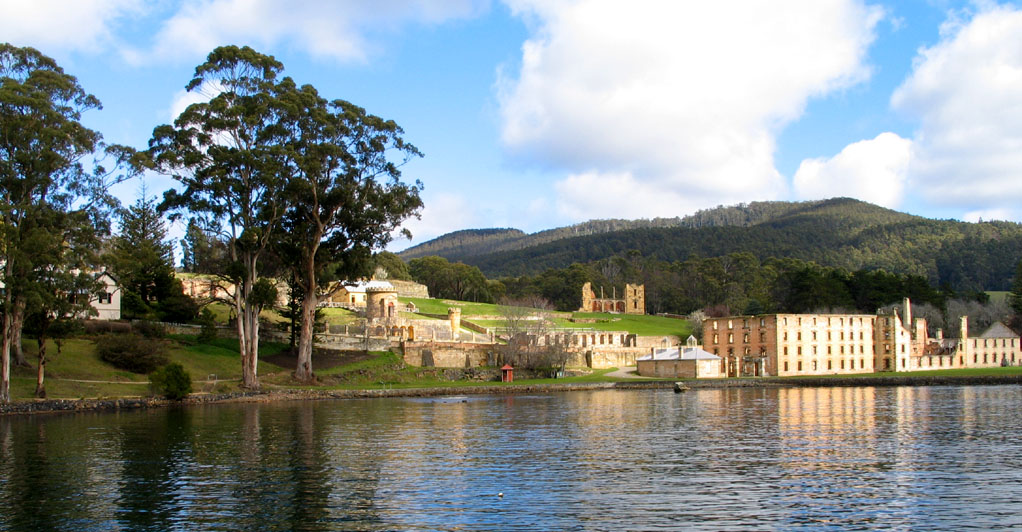
Port Arthur na Tasmánii byl největší australskou trestaneckou kolonií

Britové již na konci 18. století přišli s opatřením, že odsouzený, který zůstane po vykonání trestu v Austrálii, získá vlastní půdu. Stejné opatření se vztahovalo i na vojáky, kterým skončila vojenská služba. To nastartovalo do té doby skomírající zemědělský sektor. Guvernér Lachlan Macquarie bývá označován za otce australského egalitářství, neboť to byl on, kdo zavedl pravidlo, že odsouzenec, který získá svobodu, stává se plnohodnotným kolonistou – a začal takovým lidem přidělovat i úřady, a dokonce funkci soudce. Navíc začali přicházet i regulérní osadníci, 16. února 1793 dorazili ti první. Trestanecký charakter si však kolonie držela dlouho, dovoz vězňů skončil až roku 1868. Jádrem rané australské ekonomiky se stal chov ovcí a výroba vlny. Roku 1834 byly z Austrálie do Anglie vyvezeny již dva tisíce tun vlny. Dovoz některých evropských zvířat ovšem narušil australský ekosystém (známé přemnožení králíků).
Pro původní obyvatele znamenala kolonizace katastrofu. Prvních 150 let po příchodu Evropanů jejich populace prudce klesala, vlivem rozšíření infekčních nemocí přinesených Brity, jako byly neštovice nebo spalničky, a násilného přesídlování spojeného s kulturním rozkladem. Odebírání dětí, jež by podle některých historiků i samotných Aboriginců mohlo být dle jistých definic považováno za genocidu, pravděpodobně také přispělo ke snížení populace. Podobná podání historie jsou ovšem sporná, jelikož jsou velmi často přehnaná nebo ovlivněná politickými či ideologickými cíli. V Austrálii jsou tyto spory známé jako „Války o historii“ (History Wars). Po referendu z roku 1967 a následných změnách ústavy získala federální vláda pravomoc uplatňovat moc i vůči původním obyvatelům kontinentu, čímž jim bylo přiznáno postavení rovnoprávných občanů. To, že by původní obyvatelé mohli být bráni jako vlastníci půdy předtím, než ji ztratili během evropské kolonizace, nebylo uznáváno až do roku 1992, kdy Australský nejvyšší soud v případu Mabo v. Queensland (No 2) odmítl představu Austrálie jako „prázdné země“ (terra nullius) v době jejího zabrání Evropany.

Eureka flag, vlajka vzbouřenců z Eureky, je často považována za alternativu k australské vlajce a má většinou význam protivládního odporu. Ve 21. století jí užívá jak australská krajní pravice, tak australští odboráři, kteří vzpouru v Eurece považují za vznik odborového hnutí.

Na počátku 50. let 19. století vypukla v Bathurstu v Novém Jižním Walesu zlatá horečka. Tzv. „Eureka Stockade“, vzpoura proti zavedení poplatků za těžební licence, pak byla v roce 1854 v Austrálii prvním projevem občanské neposlušnosti. Ačkoli vzpoura byla rozdrcena, nutno říci, že samo odborové hnutí bylo v dalších letech značně úspěšné. Nedostatek pracovních sil totiž vedl k vysokým mzdám, uzákonění osmihodinového pracovního dne a dalším výhodám, v té době v Evropě neslýchaným. Austrálie získala pověst „ráje pracujících“. Někteří zaměstnavatelé se pokusili podkopat rostoucí vliv odborů dovozem levných čínských pracovníků. To vyvolalo protitlak odborů, které si u koloniálních správ vynutily omezování přistěhovalectví z Asie, což vedlo k rozšíření politiky bílé Austrálie (White Australia policy), která byla dlouho součástí australského politického konsensu a rozpadla se až po druhé světové válce, přičemž definitivně byla z legislativy jako rasistická odstraněna roku 1973. Druhá polovina 19. století byla každopádně ve znamení rychlého ekonomického růstu, někdy nazývaného „dlouhý boom“, během nějž se Melbourne údajně stalo nejbohatším městem na světě. Boom skončil v 90. letech 19. století. Byl doprovázen růstem populace, v roce 1900 dosáhla 3,7 milionu, přitom téměř milion lidí žil v Melbourne a Sydney. Populace ovcí v roce 1891 dosáhla 100 miliónů.
Mezi roky 1855 a 1890 postupně všech pět kolonií získalo svou vlastní samosprávnou vládu. Samozřejmě stále zůstávaly součástí Britského impéria. Pod vlastní kontrolou londýnské Ministerstvo pro kolonie ponechalo především zahraniční reprezentaci, obranu a mezinárodní přepravu a obchod.
První australské parlamentní volby (do zákonodárné rady Nového Jižního Walesu) se uskutečnily v roce 1843. Demokratizace pak postupovala celým kontinentem. Australské ženy získaly právo volit do parlamentu Jižní Austrálie v roce 1895. Souběžně bylo ženám umožněno kandidovat, jako prvním na světě. Domorodí australští muži získali právo volit ve Victorii, Novém Jižním Walesu, Tasmánii a Jižní Austrálii stejně jako ženy roku 1895. Pouze Queensland a západní Austrálie zakázaly domorodcům hlasovat.
Mezi jednotlivými státy na kontinentu existovala jistá rivalita, ale pozvolna se rodilo i vědomí jednoty. První, kdo začal mluvit o nutnosti federální vlády, byl premiér Nového Jižního Walesu Henry Parkes roku 1889. Proto je zván „otcem federace“.

### Sjednocení a federalizace Austrálie

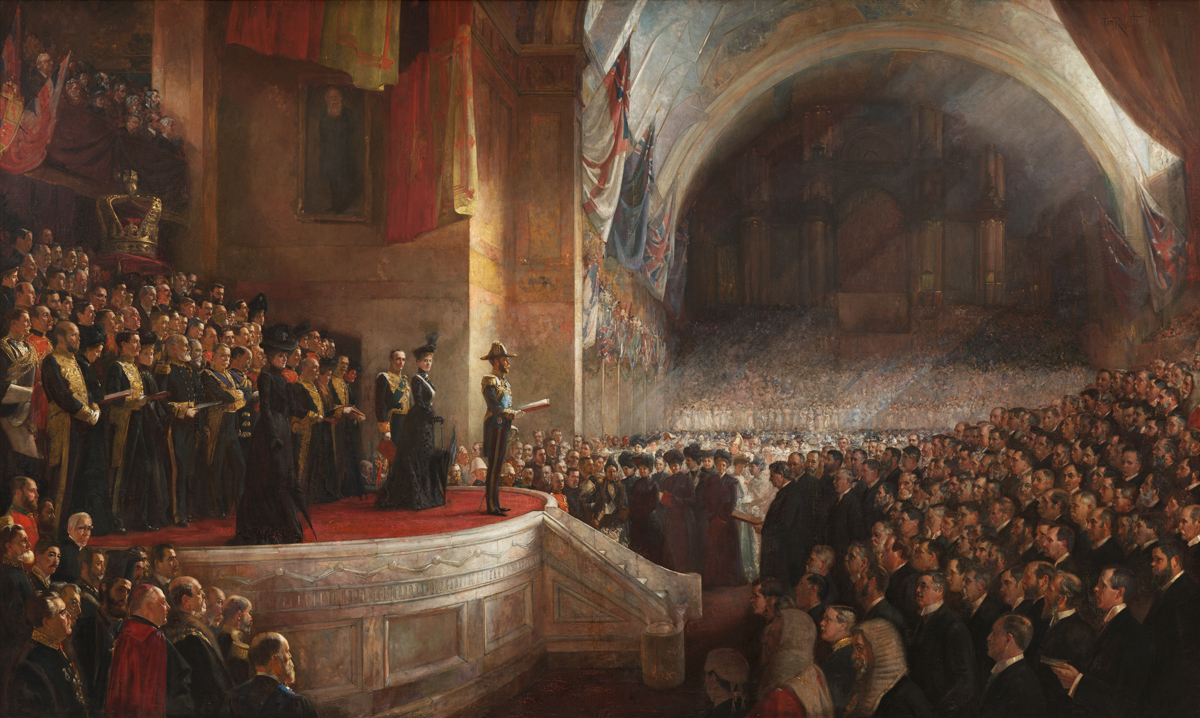
První jednání federálního parlamentu roku 1901, obraz Toma Robertse

V roce 1890 se zástupci šesti kolonií a Nového Zélandu setkali v Melbourne a vyzvali ke sjednocení země. Jmenovali též zástupce do komise, která měla připravit federální ústavu. Výsledkem byl návrh, který byl roku 1898 předložen obyvatelům čtyř kolonií ke schválení v referendu. Nový Jižní Wales návrh však zamítl, a tak byl upraven a roku 1899 se konala druhá série referend, tentokrát již pěti kolonií. Návrh byl schválen. V roce 1900 ho schválil i britský parlament a podepsala královna Viktorie. Vzápětí se k pěti koloniím připojila i Západní Austrálie. 1. lednem 1901 tak vznikla Australská federace. Severní teritorium bylo pod pravomoc federální vlády převedeno roku 1911. První federální volby se konaly v březnu 1901. Zvítězila liberální, ale ochranářská Protectionist Party. Díky podpoře třetích labouristů sestavila první vládní kabinet, s Edmundem Bartonem v čele. Hlavním městem Austrálie bylo od roku 1901 Melbourne. Vláda zde sídlila až do roku 1927. Roku 1911 nicméně bylo rozhodnuto o výstavbě zcela nového hlavního města Canberra, kam se federální moc postupně přesouvala.

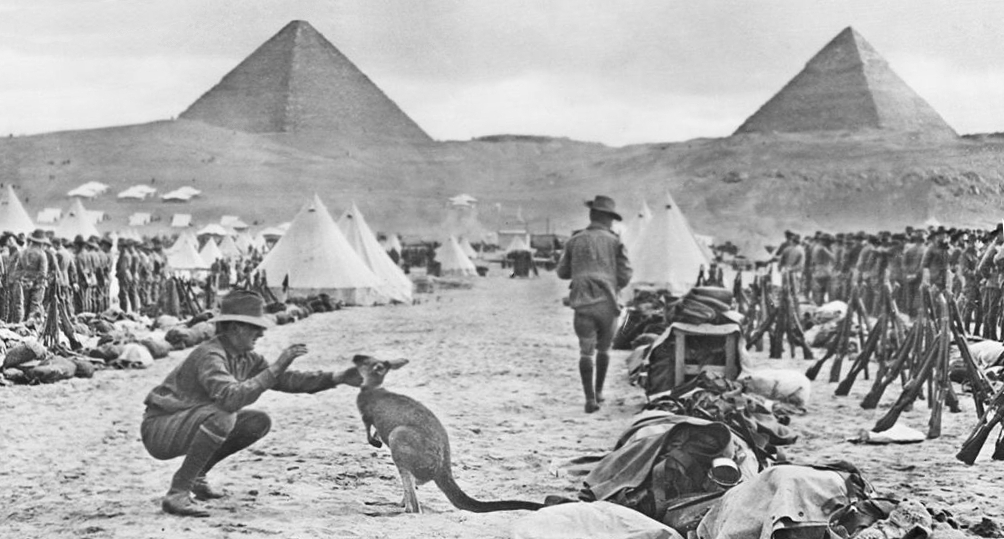
Australští vojáci za první světové války v Egyptě

Austrálie se poté podílela na první světové válce. Více než 416 000 australských mužů se dobrovolně přihlásilo do armády a zapojilo se do bojů. Historik Lloyd Robson to odhadl na třetinu až polovinu způsobilé mužské populace tehdejší Austrálie. Krvavé bylo jejich angažmá při pokusu dobýt Gallipoli v tehdejší Osmanské říši (dnešním Turecku). Zahynulo při něm během osmi měsíců bojů 8 141 Australanů. Ačkoli britsko-australské jednotky u Gallipoli prohrály, pro Australany se Gallipoli stalo významným stavebním kamenem národní identity. Památku veteránů si Australané také každoročně připomínají 25. dubna, v den vylodění na Gallipoli v roce 1915. Na bojištích první světové války zahynulo celkem 60 000 Australanů a 160 000 bylo zraněno, takže Australané patřili k národům, které za válku – relativně – zaplatily nejvíce. Za svou oběť ovšem Austrálie po válce žádala větší míru nezávislosti.
Politická závislost na Británii byla prakticky vynulována, když Britové roku 1926 udělili Austrálii status dominia, jež je jen symbolicky podřízeno britské koruně, jinak v žádném jiném smyslu, což stvrdil tzv. Westminsterský statut z roku 1931. Ten však paradoxně Australané přijali až po jistém zdráhání, a to v roce 1942, neboť přináležitost k Británii jim do té doby nijak nevadila.

### Od druhé světové války

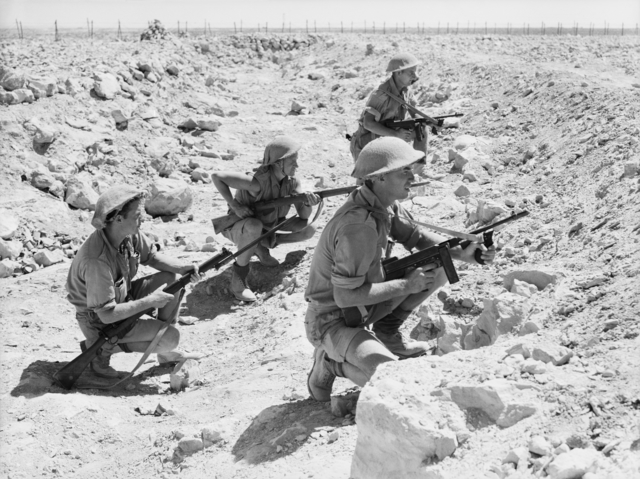
Australští vojáci v bitvě u Tobruku

Ještě na počátku druhé světové války bylo zřejmé, že emocionální vazba na Spojené království je nesmírně silná. Australané vyrazili Britům na pomoc podobně jako za první světové války - bojovali zejména u Tobruku a u El Alameinu. Stále více však byli Australané znepokojeni britskou slabostí. Marně žádali Brity o větší aktivitu v Tichomoří. Spojené království již nebylo globální války schopno.
Austrálie tedy vydala historické prohlášení, že obrana demokracie v Tichomoří je nově na Spojených státech a Austrálii a jejich spolupráce musí probíhat bez ohledu na tradiční vazby k Británii. Tím byl ohlášen významný geopolitický přesun. Rozhodujícím spojencem Austrálie (až do dnešních dnů) se staly Spojené státy, poslední reálné mezinárodněpolitické vazby na Londýn byly přeťaty. Emocionálně toto přetětí podpořil šok australské veřejnosti z britských porážek v Malajsii a Singapuru, přičemž zejména v Singapuru prožily potupný akt kapitulace i australské jednotky. Do zajetí zde padlo 15 000 australských vojáků. Mnozí ze zajatců pak prožili peklo – v roce 1943 jich zemřelo 2815 při stavbě japonské barmsko-thajské železnice, v roce 1944 Japonci vyslali 2000 australských zajatců na pochod smrti, který přežilo jen šest lidí – šlo o nejhorší válečný zločin spáchaný na Australanech v celé historii. V březnu 1942 byly všechny australské vojenské jednotky podřízeny americkému velení, konkrétně generálu Douglasovi MacArthurovi. Japonci poté provedli na území Austrálie více než sto náletů, útočili i ponorkami na přístavy. Nakonec zahájili invazi, na Nové Guineji (kterou měla Austrálie ve správě od Versailleské konference v roce 1919). Mezi červencem a listopadem 1942 australská armáda japonský útok zastavila. Bitva o Milne Bay v srpnu 1942, kterou Australané svedli, byla první porážkou japonských pozemních sil během druhé světové války. Bitva o Novou Guineu nicméně trvala až do roku 1945. Na konci války stáli Australané znovu mezi vítězi, ovšem za cenu 40 000 obětí.

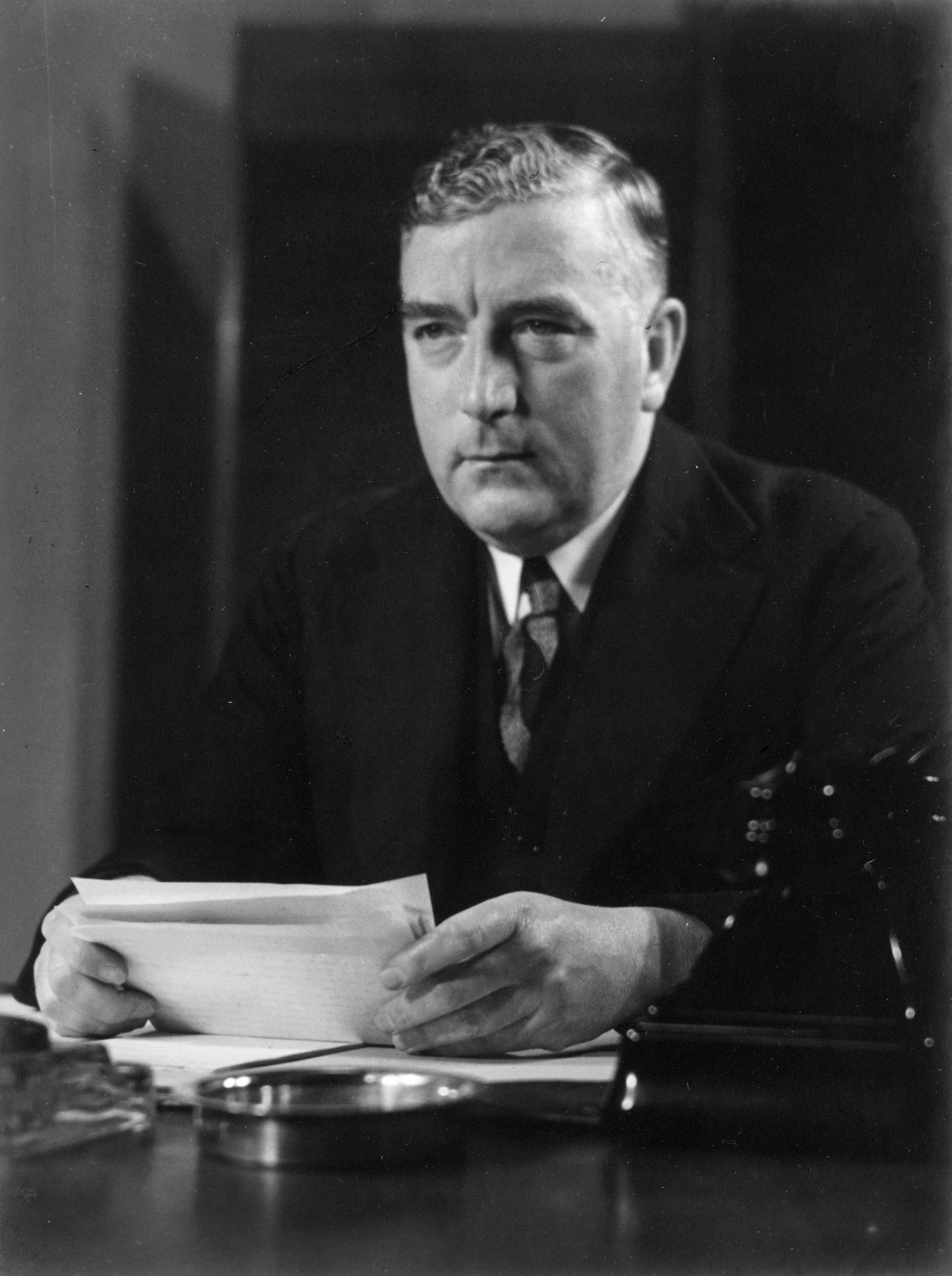
Robert Menzies, otec poválečného blahobytu

Nejsilnější politickou stranou se po válce stali, po krátkém vzepětí levice, liberálové. Ti získali až mocenskou hegemonii – vládli zemi v letech 1949–1972. Ústřední postavou poválečné politiky se stal Robert Menzies. Post premiéra zastával v letech 1949–1966, tedy více než osmnáct let. Je to australský rekord, jemuž se po něm nikdo ani nepřiblížil. Liberálové pod Menziesovým vedením se vyhoupli do sedla poté, co v roce 1949 vedli v předvolební kampani tažení proti záměru labouristů znárodnit banky. Komunistické nebezpečí vedlo Menziesovy liberály i k zapojení se do korejské války. 17 000 Australanů se zapojilo do bojů, počet australských obětí činil více než 1 500. Australané podpořili Američany i ve vietnamské válce od poloviny 60. let. Ztratili v této válce 500 mužů.
Menziesova dlouhá vláda je spojena s mimořádným ekonomickým rozmachem, pevným spojenectvím se Spojenými státy (smlouva SEATO z roku 1955), antikomunismem, navázáním pevných obchodních vztahů se starým nepřítelem Japonskem (jež se stalo pro Austrálii největším odbytištěm, zejména uhlí), neschopností plně otevřít trh a zrušit tradiční ochranářská opatření (to byl kompromis s odbory a zemědělci) a politikou podpory hromadné imigrace z Evropy, od roku 1970 po opuštění tzv. „politiky bílé Austrálie“, pak i z Asie a z dalších částí světa. To způsobilo radikální přeměnu australského demografického obrazu, její kultury i vnímání v očích světa. V letech 1945 až 1985 migrovalo do Austrálie 4,2 milionu lidí, z toho asi 40 procent pocházelo z Británie a Irska. Typickou byl pro Menziesovu éru jakýsi společenský kompromis – hodně prostoru pro obchod, ale za cenu značného přerozdělování bohatství. Šlo o jakousi australskou variantu evropského sociálního státu. V šedesátých letech měla Austrálie nejrovnoměrnější rozdělení příjmů v západním světě. V roce 1972 Nová Guinea získala autonomii a v roce 1975 vznikl nový, samostatný stát Papua Nová Guinea. Nauru získalo nezávislost již v roce 1968.
Poslední ústavní vazby mezi Austrálií a Spojeným královstvím byly zrušeny v roce 1986 přijetím tzv. Zákona o Austrálii odstraňujícího všechny britské vlivy v jednotlivých australských státech a rušícího soudní odvolatelnost k orgánům Velké Británie. Přechod k republikánskému zřízení však australští voliči v roce 1999 odmítli, 55% většinou. Formální hlavou státu tak zůstává britský monarcha.
V roce 1972 se do čela země po mnoha letech postavil labourista, Gough Whitlam. Začal klást důraz na budoucnost Austrálie jako součást regionu jižní Asie a Pacifiku. Labouristé byli znovu u moci v letech 1983–1996. Bob Hawke věřil v tradiční spojenectví s USA a zapojil se do války v Zálivu roku 1991, druhý labouristický vůdce Paul Keating však obnovil důraz na kooperaci v rámci APEC, tedy se státy jihovýchodní Asie, zvláště zlepšil vztahy s Indonésií. Liberál John Howard, který nastoupil do premiérského úřadu v roce 1996 a vydržel v něm deset let, se vrátil spíše k proamerické politice a vyslal vojáky do války v Afghánistánu a Iráku. Jako první poválečný australský vůdce zpřísnil imigrační politiku, když zavedl zadržování žadatelů o azyl v detenčních táborech mimo australské území v Nauru a na Papui Nové Guineji. Přišel též s vracením plavidel s nelegálními uprchlíky zachycenými na moři. Labouristé poté vládli v letech 2007–2013. Austrálie dostala v tomto období mj. první ženu v premiérském úřadu, Julii Gillardovou. Vláda labouristů přinesla zemi zintenzivnění vztahů s jihovýchodní Asií a zrušení Howardových protimigračních opatření, k nimž se však, po silném zintenzivnění imigrace, labouristé pozvolna vraceli. Od roku 2013 vládli znovu liberálové. Ihned po převzetí moci opětovně zpřísnili migrační politiku v rámci operace Sovereign Borders.

## Státní symboly

### Vlajka
Australská vlajka je tvořena modrým listem o poměru stran 1:2, v kantonu je umístěn Union Jack, pod kantonem je sedmicípá hvězda, jedním cípem směřující ke kantonu. Ve vlající části je zobrazeno pět hvězd souhvězdí Jižního kříže, s jeho nejjasnější hvězdou Acrux (zcela dole) – čtyři sedmicípé, pouze hvězda ε Cru je pěticípá.

### Znak
Australský státní znak je tvořen štítem se symboly šesti australských států.Štítonoši jsou zástupci původní australské fauny: klokan a emu. Sedmicípá Hvězda svazu (anglicky Commonwealth Star) nad štítem opět představuje státy a teritoria. Znak je doplněn svazkem větviček akácie s listy a plody, svázaným stuhou.

### Hymna
Australská hymna je píseň Advance Australia Fair. Jejím autorem je skotský hudební skladatel Peter Dodds McCormick. Oficiální status hymny však získala až v roce 1984. Do té doby byla v Austrálii vlasteneckou písní. Za účelem výběru státní hymny bylo uspořádáno hlasování, v němž se rozhodovalo mezi touto písní, britskou hymnou God Save the Queen, neoficiální australskou hymnou Waltzing Matilda a Song of Australia. 
Od 1. ledna 2021 Austrálie změnila část textu národní hymny, který má zdůraznit roli a význam původních národů v dějinách země. V první sloce australské hymny se změnila slova. Její začátek původně zněl „Australians all let us rejoice/For we are young and free (Australané, radujme se všichni za to/jak jsme mladí a svobodní). V nové verzi se zpívá „one and free“, neboli „jednotní a svobodní“.

## Geografie

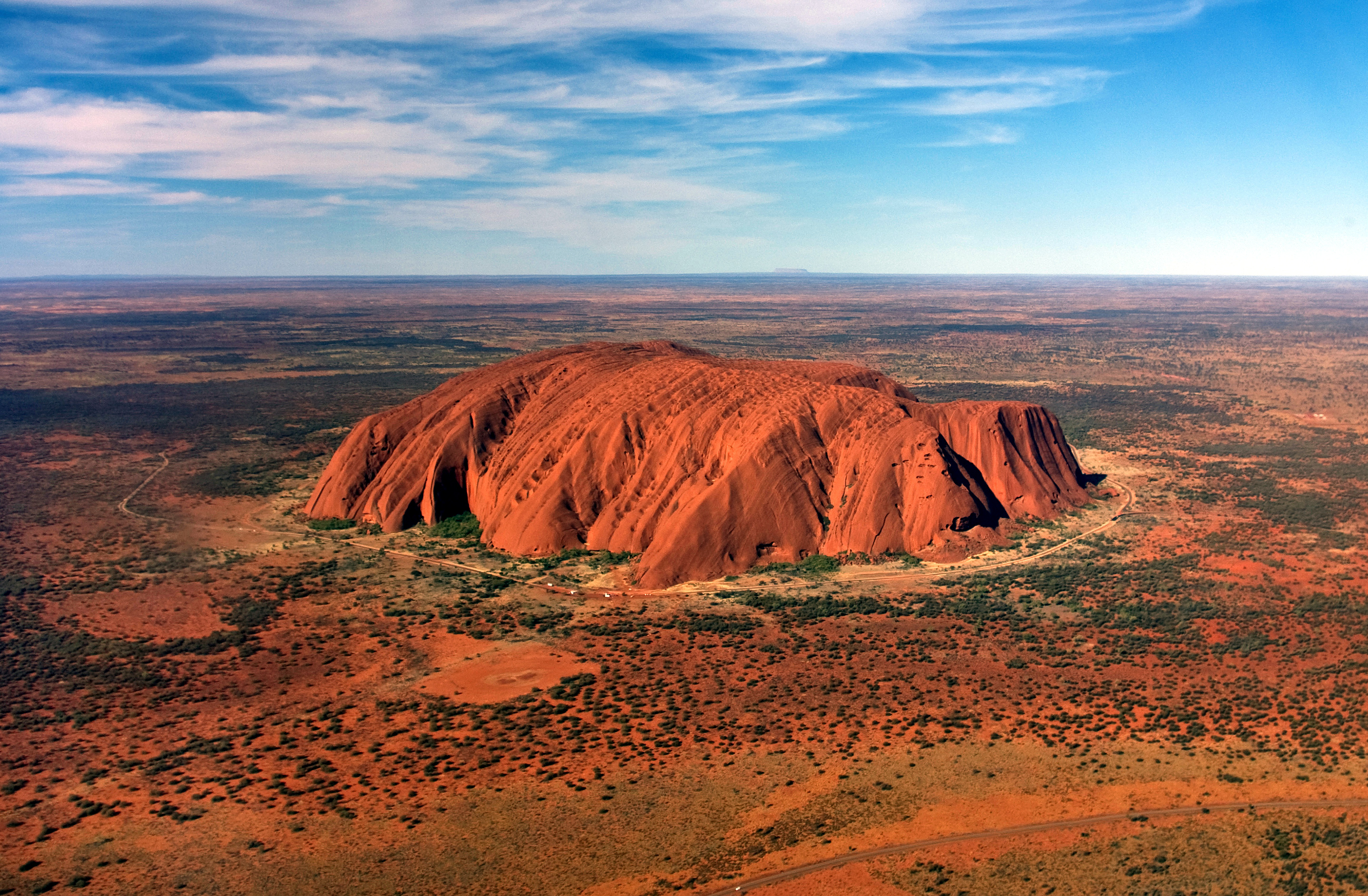
Uluru ve vyprahlém vnitrozemí Austrálie

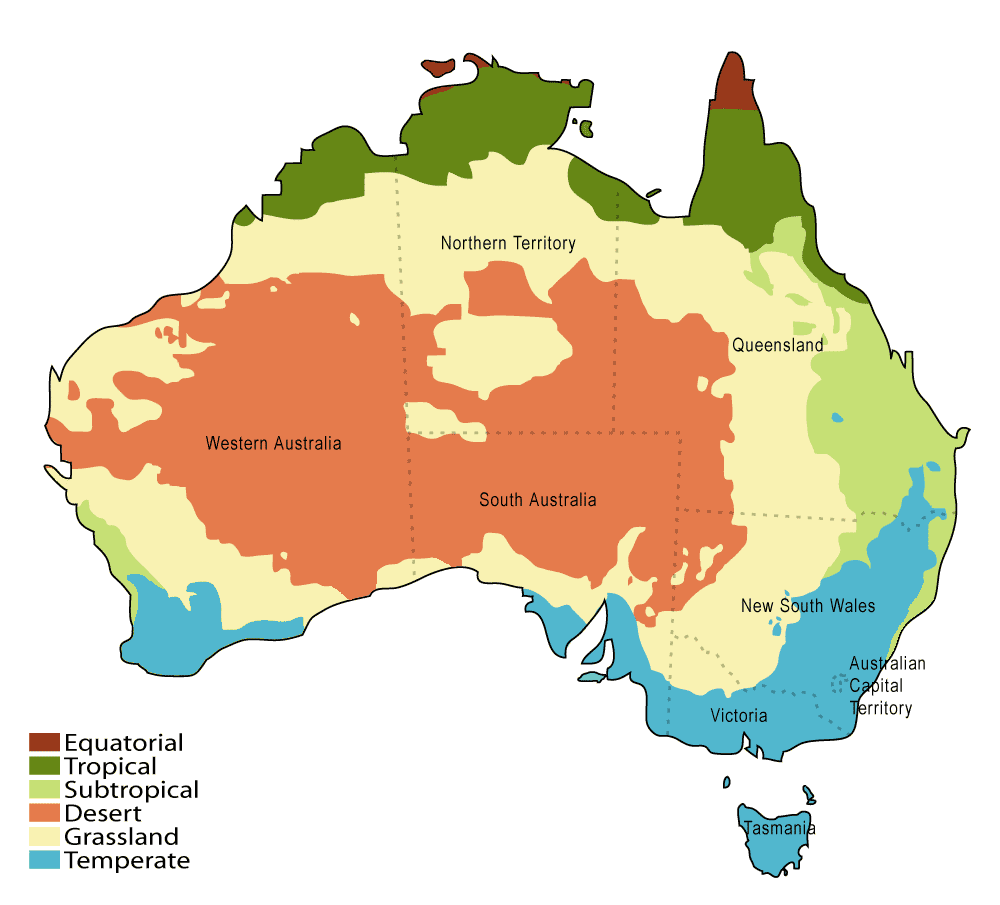
Klimatické zóny Austrálie podle Köppenovy klasifikace.

7,617,930 km² pevninské Austrálie se nachází na Indoaustralské desce. Obklopena je Indickým, Jižním a Tichým oceánem. Od Asie je oddělena Arafurským a Timorským mořem. Její pobřeží je dlouhé 25 760 kilometrů.
Velký bariérový útes je největším korálovým útesem světa. Leží poměrně blízko severovýchodnímu pobřeží, dlouhý je více než 2 000 kilometrů. Největším světovým monolitem je Mount Augustus v Západní Austrálii. Dalším kandidátem na tento titul je Uluru známý též jako Ayerova skála, ležící v centrální části. 2 228 metrů vysoký Mount Kosciuszko ve Velkém předělovém pohoří je nejvyšší horou Austrálie jako kontinentu, ne však státu: Mawson Peak na Heardově ostrově jej převyšuje o 517 metrů.
Největší plochu zabírají v Austrálii pouště a polopouště. Austrálie je nejsušším a nejplošším obydleným kontinentem a má nejmenší množství úrodné půdy. Mírné klima má pouze jihovýchodní a jihozápadní část kontinentu, především podél pobřeží. V severní části země je klima tropické, vegetace se zde skládá z deštných i obyčejných lesů a mangrovových bažin. Jako celek je klima velmi ovlivněno oceánem včetně jevu El Niño způsobujícího pravidelná sucha a sezónními systémy tlakových níží, z nichž vznikají cyklóny.
Austrálie trpí s výjimkou východního pobřeží a Tasmánie nedostatkem srážek. Z tohoto hlediska je na tom Austrálie nejhůře ze všech kontinentů. Její převážná část leží v oblasti suchého až polosuchého tropického a subtropického klimatu, proto rozsáhlé části vnitrozemí a dokonce i části západního pobřeží mají jen slabě vyvinutou říční síť nebo vůbec žádnou. 65% pevniny je bez povrchového odtoku k moři. Pouze v horách v okolí Cairnsu v Queenslandu, na jihovýchodě kontinentu a na Tasmánii je poměrně hustá říční síť stálých toků, odpovídající poměrům ve středoevropských pohořích.

### Prostředí

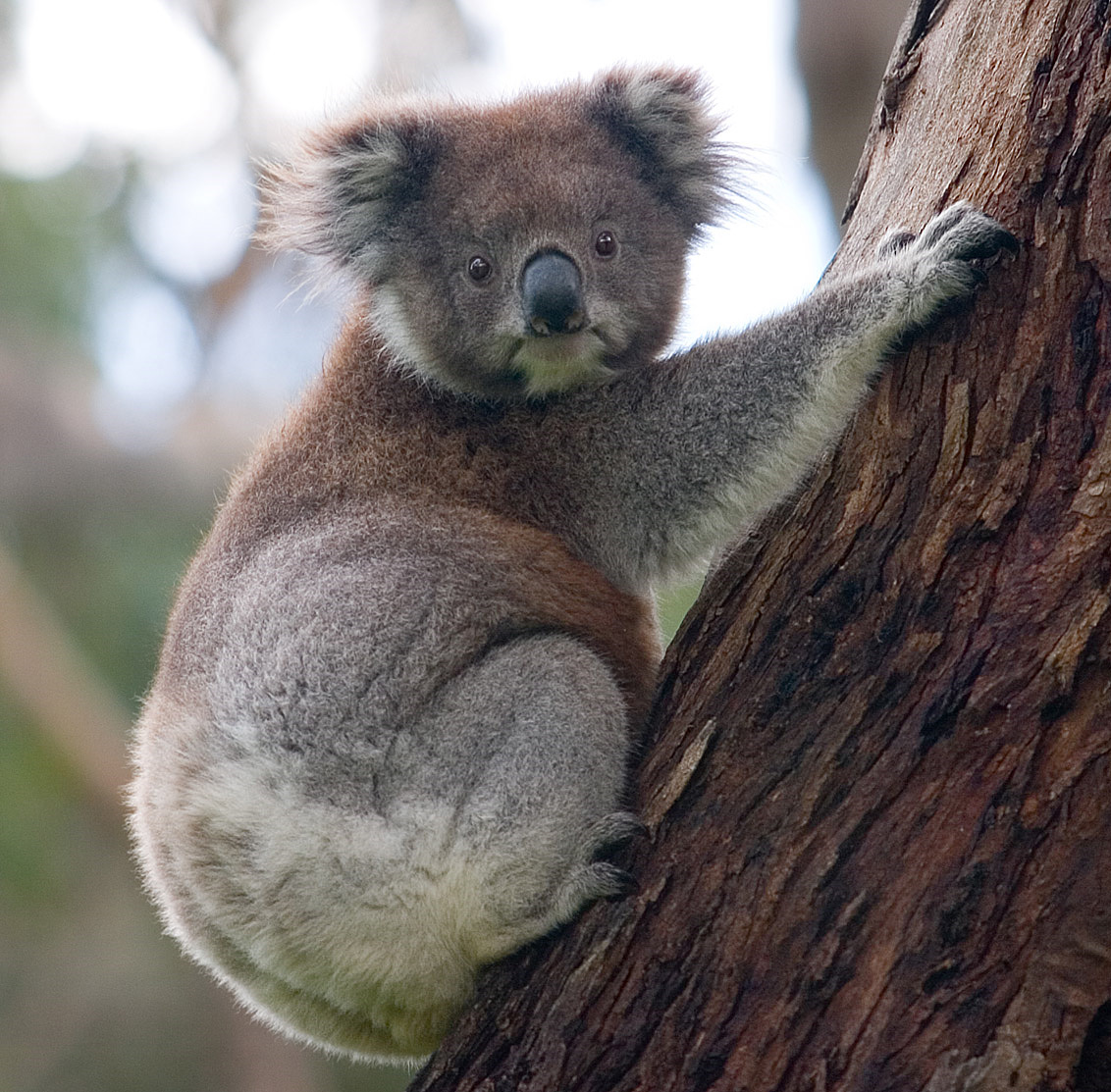
Koala na eukalyptu.

Ačkoliv má převážná většina australského povrchu pouštní nebo polopouštní charakter, je na něm rozvinuto mnoho různých prostředí od alpinských vřesovišť po tropické deštné lesy. Dlouhé geografické odloučení způsobilo, že mnoho australských organismů je zcela unikátních. 85 % rostlin, 84 % savců, více než 45 % ptáků a 89 % procent příbřežních ryb je endemických. Mnoho australských ekoregionů a jejich druhů je zasaženo lidskou aktivitou a člověkem vysazenými zvířaty či rostlinami.
Řada australských dřevin je vždy zelených, mnoho z nich je přizpůsobeno vzdorování ohni nebo suchu. Mezi tyto rostliny patří například eukalypty nebo akácie. Austrálie je bohatá na endemické druhy luštěnin, jimž se díky jejich symbióze s bakteriemi rhizobia a mykorhizujícími houbami daří v na živiny chudých zeminách. V Austrálii se vyskytuje odhadem 250 000 druhů hub, popsáno z nich bylo pouhých pět procent.
Nejznámější australská fauna zahrnuje ptakořitné (ptakopyska a ježury), velké množství vačnatců včetně klokanů, koaly a vombata nebo ptáků (například emu, ledňáci). Dingo byl do Austrálie zavlečen Austronésany obchodujícími s původními obyvateli okolo roku 4000 př. n. l. Mnoho rostlin i živočichů vyhynulo brzy po zahájení lidského osídlování (australská megafauna), mnoho dalších vyhynulo po příchodu Evropanů (například vakovlk). Navzdory tomu se v některých segmentech živočišné říše zachovala mimořádná rozmanitost: v Austrálii se například vyskytuje nejméně 755 druhů plazů, což je více než v kterékoli jiné zemi na světě. Mnozí z australských hadů patří k nejjedovatějším na světě. Kromě Antarktidy je Austrálie jediným kontinentem, kde se nevyvinuly kočkovité šelmy. Divoké kočky sem byly zavlečeny až v 17. století, z nizozemských vraků lodí. Nyní jsou považovány za hlavní příčinu úbytku či vyhynutí mnoha zranitelných a ohrožených původních druhů. Na seznamu ohrožených druhů je asi 500 druhů těchto zvířat.
Federální zákon o ochraně životního prostředí a ochraně biodiverzity (EPBC Act) z roku 1999 je hlavním právním rámcem pro ochranu ohrožených druhů. V rámci Národní strategie ochrany biologické rozmanitosti Austrálie byla vytvořena řada chráněných oblastí za účelem ochrany a zachování jedinečných ekosystémů. Podle Ramsarské úmluvy je registrováno 64 mokřadů, 16 míst je registrováno jako Světové dědictví. Podle Environmental Performance Index, který sestavuje Yaleova univerzita, má Austrálie třináctou nejlepší ochranu přírody na světě (k roku 2020).

## Politický systém

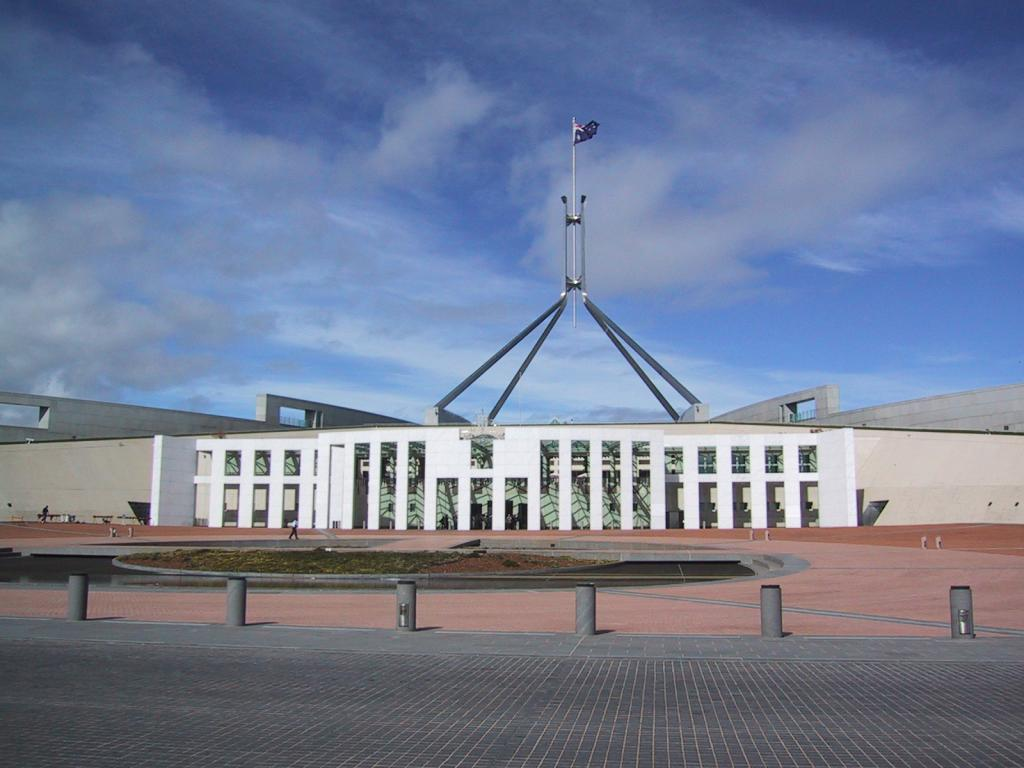
Budova parlamentu v Canbeře otevřená v roce 1988 nahradila provizorní budovu z roku 1927.

Australský svaz je federální konstituční monarchií s parlamentním systémem vlády. Králem Austrálie je Karel III., jehož role je podobná jako v dalších v zemích Commonwealth realm. Zastupován je generálním guvernérem na federální úrovni i guvernéry na úrovni jednotlivých států federace. Ačkoliv dává ústava generálnímu guvernérovi výkonnou moc, za běžných okolností ji aplikuje pouze na žádost premiéra. Jejím nejvýznamnějším uplatněním z vlastní iniciativy bylo rozpuštění Whitlamovy vlády během ústavní krize roku 1975.
Státní moc je rozdělena na:
- moc zákonodárnou – reprezentuje ji Australský parlament, jehož součástí je Senát, Sněmovna reprezentantů a král(zastoupený generálním guvernérem), jejíž moc je omezena na souhlas či nesouhlas se schvalovanými zákony
- moc výkonnou – reprezentuje ji Federální výkonná rada (Federal Executive Council), v jejímž čele stojí generální guvernér a jejímiž členy jsou v podstatě především jen premiér a ministři
- moc soudní – reprezentuje ji Nejvyšší soud Austrálie a ostatní níže postavené soudy; na orgánech Velké Británie jsou formálně nezávislé od roku 1986

Dvoukomorový svazový parlament je složen ze Senátu (horní komory) se 76 senátory, Sněmovny reprezentantů (dolní komory) se 150 členy a jeho součástí je i král. Počet křesel v dolní komoře je určen podle počtu obyvatel jednotlivých států, v Senátu má každý stát dvanáct zástupců, teritoria po dvou. Volby do obou komor se konají každé tři roky. Mění se vždy jen polovina Senátu, protože funkční období senátora je šest let. Strana s nejvyšší podporou ve Sněmovně reprezentantů vytváří vládu vedenou premiérem („prvním ministrem“). Volby jsou povinné pro všechny občany starší 18 let.
V zemi působí tři hlavní politické strany: Australská strana práce, Liberální strana Austrálie a Australská národní strana. Své zastoupení v parlamentu, především v horní komoře, se podařilo získat i několika nezávislým a menším stranám, jakými jsou například Strana zelených nebo Australští demokraté. Od voleb roce 1996 vládla koalice národní a liberální strany v čele s Johnem Howardem. Po volbách v roce 2004 koalice ovládla i Senát, čímž se stala prvním uskupením, jemuž se to podařilo během mandátu jeho vlády. Strana práce však ovládala státy a teritoria.

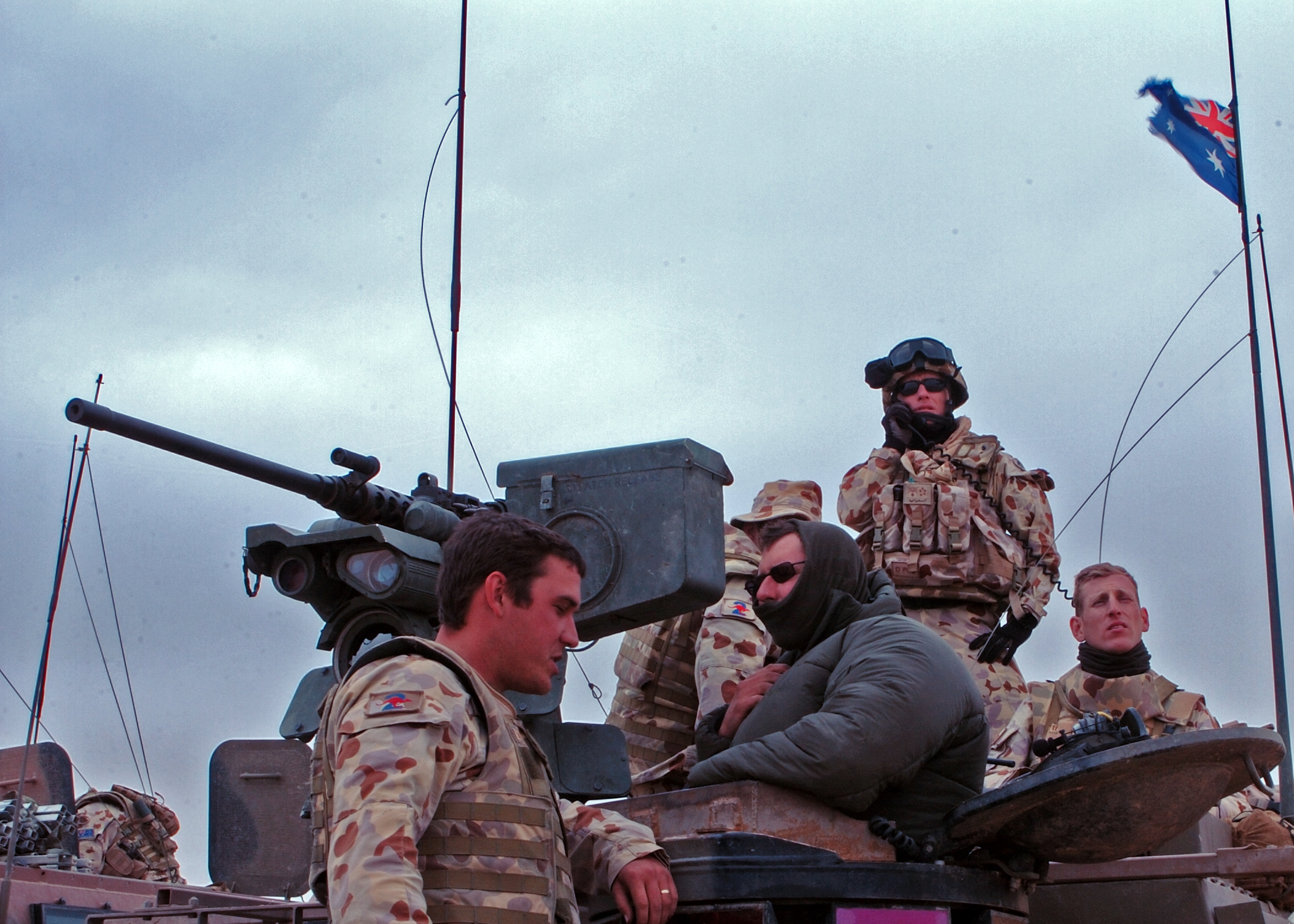
Zapojení australských vojáků do války v Iráku

V roce 2007 zvítězila ve federálních volbách Australská strana práce a ministerským předsedou se stal lídr strany Kevin Rudd. Ten byl však na vnitrostranické konferenci v červnu 2010 ve vedení strany vystřídán Julií Gillardovou, která jej současně nahradila i ve vedení vlády a stala se tak první premiérkou v historii země. Kevin Rudd se 24. června nakrátko opět stal premiérem, ale 18. září 2013 jej ve funkci vystřídal Tony Abbott, když Liberální strana Austrálie zvítězila v zářijových parlamentních volbách. 15. září 2015 jej nahradil vnitrostranický rival Malcolm Turnbull. Poté, co ztratil důvěru vlastní strany, nahradil ho v jejím čele i v čele vlády roku 2018 Scott Morrison.
Ve volbách v roce 2022 zvítězila  Australská Strana práce,  vedená Anthonym Albanesem který byl 23. května jmenován ministerským předsedou. Ve sněmovně reprezentantů má vláda většinu dvou křesel.
Jedním z předvolebních slibů Albanesovy strany bylo vypsání referenda o vytvoření speciálního legislativního orgánu domorodého obyvatelstva, tzv. Voice referendum. Australský systém celonárodních hlasování vyžaduje dvojí většinu, tj. více než 50% hlasů a také souhlas více než polovinu států, aby návrh prošel.
V říjnu 2023 se referendum uskutečnilo, avšak nezískal nadpoloviční podporu ani hlasů, ani států. Pro vládu to v oblasti ústavních změn znamenalo velkou porážku. Strana práce totiž navrhovala opakování referenda z roku 1999, tedy hlasování o zrušení monarchie. Po neúspěchu "Voice" hlasování, ale vláda oznámila, že od záměru republikánského referenda upouští.

## Administrativní uspořádání
| území                          | hlavní město             |
| ------------------------------ | ------------------------ |
| 6 spolkových států             |                          |
| Jižní Austrálie                | Adelaide                 |
| Nový Jižní Wales               | Sydney                   |
| Queensland                     | Brisbane                 |
| Tasmánie                       | Hobart                   |
| Victoria                       | Melbourne                |
| Západní Austrálie              | Perth                    |
| 3 federální teritoria          |                          |
| Severní teritorium             | Darwin                   |
| Teritorium hlavního města      | Canberra                 |
| Teritorium Jervisova zátoka    |                          |
| 6 zámořských území             |                          |
| Ashmorův a Cartierův ostrov    | (neobydlené)             |
| Kokosové ostrovy               | West Island              |
| Heardův a MacDonaldovy ostrovy | (jen výzkumná stanice)   |
| Ostrovy Korálového moře        | (trvale neobydlené)      |
| Norfolk                        | Kingston                 |
| Vánoční ostrov                 | Flying Fish Cove         |
| 1 dependence Tasmánie          |                          |
| Macquarieovy ostrovy           | (meteorologická stanice) |

Austrálie sestává z šesti států a dvou pevninských a několika malých ostrovních teritorií. Státy jsou Nový Jižní Wales, Queensland, Jižní Austrálie, Tasmánie, Victoria a Západní Austrálie. Dvěma velkými pevninskými teritorii pak Severní teritorium a Teritorium hlavního města. Teritoria v mnoha ohledech fungují podobně jako státy, svazový parlament však může veškerou jejich legislativu upravit, změnit nebo zrušit. Na druhou stranu je federální legislativa nadřazena kromě některých oblastí vyjmenovaných v ústavě i legislativám jednotlivých států. Zbylé oblasti jsou pak pod legislativní pravomocí státních parlamentů. Zahrnují správu zdravotnictví, vzdělání, policie, soudnictví, přepravy a místní správy.
Každý stát i teritorium má svůj vlastní legislativní orgán, jednokomorový v případě Severního teritoria, Teritoria hlavního města a Queenslandu, dvoukomorový v ostatních státech. Dolní komory jsou známé jako Zákonodárná shromáždění, horní komory pak jako Zákonodárné rady. Hlavami států i teritorií jsou premiéři. Královna je v každém státě zastoupena guvernérem, v administrativě Severního teritoria administrátorem a generálním guvernérem v Teritoriu hlavního města.
Austrálie zahrnuje také několik malých teritorií. Federální vláda tak například spravuje Teritorium Jervisovy zátoky v Novém Jižním Walesu sloužící jako námořní základna. Součástí země jsou i tzv. vnější obydlená teritoria: Norfolk, Vánoční ostrov, Kokosové ostrovy a několik neobydlených: Ashmorův a Cartierův ostrov, Ostrovy Korálového moře, Heardův a MacDonaldovy ostrovy a Australské antarktické teritorium.

### Galerie

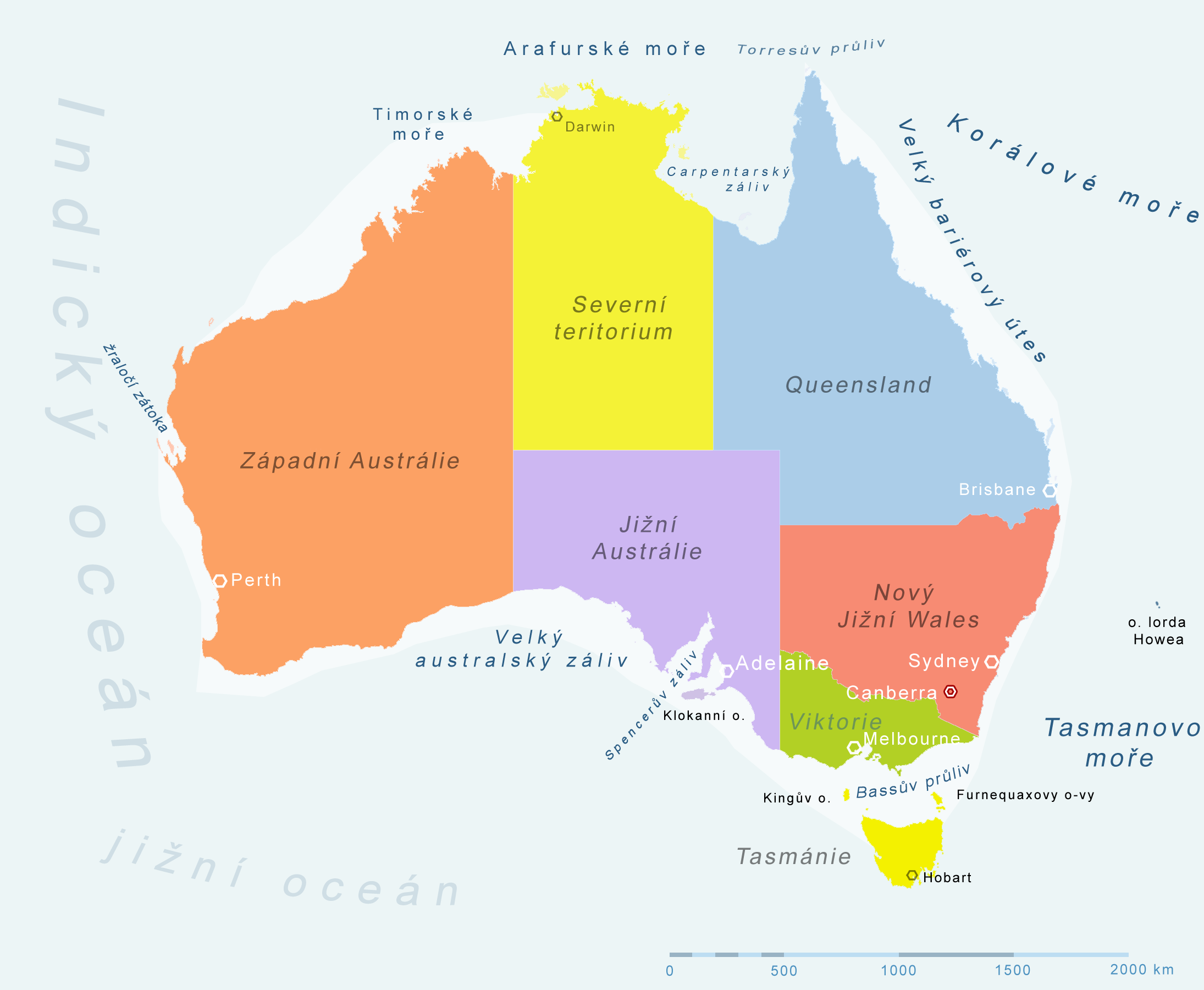
Politické uspořádání Austrálie
Politická mapa Austrálie prezentující vývoj administrativního členění

## Ekonomika

Australský vývoz v roce 2006

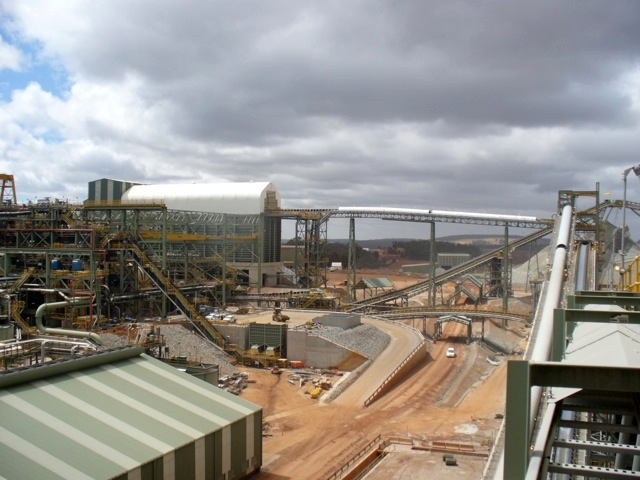
Boddington, největší zlatý důl v Austrálii

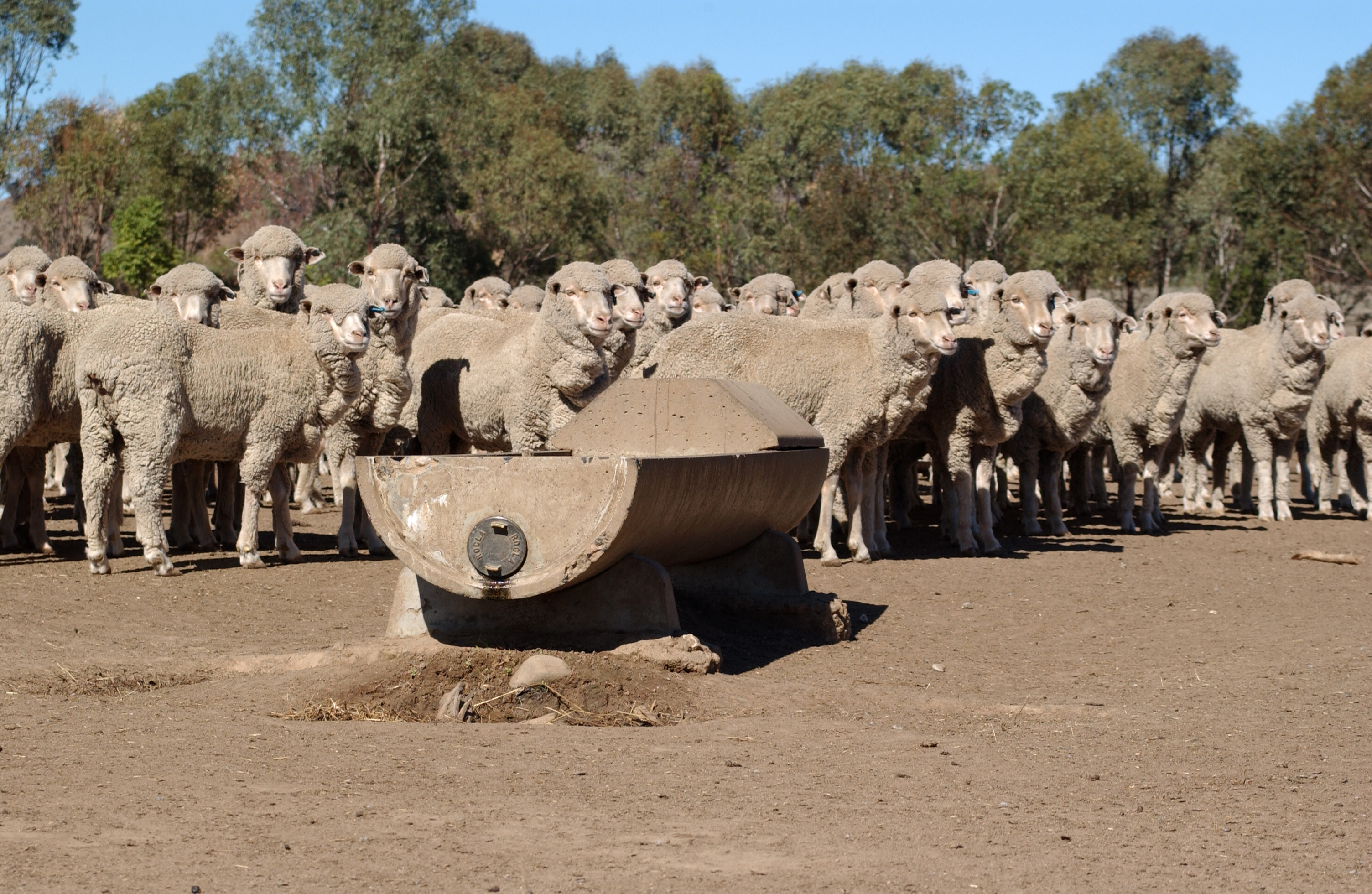
Tradiční chov ovcí

Austrálie patří ke světovým ekonomickým velmocem. Její ekonomika byla k roku 2020 třináctou největší na světě (dle nominálního HDP) a sedmnáctou největší v HDP v paritě kupní síly na hlavu. Australský HDP tvoří 1,2 % světové ekonomiky. Australská ekonomika má již postindustriální charakter, takže převažuje terciární sektor, tedy sektor služeb, který vytváří 65 % HDP. Tradiční těžební průmysl má také stále ještě velkou váhu, tvoří 13,5 % HDP. Zemědělství již jen 2 % HDP.
Austrálie má bohaté zásoby a významnou těžbu nerostných surovin. Těží se kvalitní černé uhlí v Novém Jižním Walesu a Queenslandu, hnědé uhlí ve Victorii, železná ruda v Západní Austrálii, dále bauxit, ropa, zemní plyn, olovo, zinek, cín, měď, mangan, zlato (3. místo na světě, 10,1 % světové produkce), stříbro, diamanty, nikl, platina, palladium, zirkon, rutil, ilmenit, sůl, uran a opály. Mezi nejdůležitější průmyslová odvětví patří hutnictví (surové železo, ocel, barevné kovy a hliník), petrochemie (rafinérie ropy), chemie (plastické hmoty, kyseliny, superfosfáty), strojírenství, textilní a potravinářský průmysl. Nejdůležitější průmyslová centra jsou v aglomeracích Sydney a Melbourne a také ve velkých městech Brisbane, Perth, Adelaide, Newcastle a Geelong. Významná je výroba elektrické energie. Orná půda zaujímá jen 6,5 %, louky a pastviny 54 % a lesy 19 % plochy země. Sklízí se pšenice, ječmen, oves, rýže, cukrová třtina, bavlna, luštěniny, brambory, sorgo, zelenina, ovoce, slunečnice, řepka, sója, vinné hrozny, chmel a tabák. Austrálie je čtvrtým největším vývozcem vína na světě. Nejdůležitější pro živočišnou výrobu je chov ovcí, kterých je 100 000 000, což je 5x více než lidí v Austrálii (produkce surové a prané vlny, ovčích kůží), dále skotu, prasat, koní a drůbeže a rybolov. Těží se dřevo. Z důvodu rozlehlosti země má velký význam zejména letecká a silniční doprava a také doprava železniční. Důležité je obchodní loďstvo. Zemi ročně navštíví více než 5 milionů návštěvníků.
Austrálie je 24. největším vývozcem na světě a 22. největším dovozcem (k 2019). Jejími největšími obchodními partnery jsou Čína, Spojené státy a Japonsko. Vyváží se především suroviny, tedy železná ruda a uhlí, krom toho je Austrálie největším vývozcem zkapalnělého zemního plynu na světě, když v tomto ohledu překonala v roce 2019 Katar. Naopak nejvíce musí Australané dovážet ropu a automobily. Austrálie se snaží vytvořit mohutnou zónu volného obchodu v jihovýchodní Asii. Dohodu o volném obchodu již podepsala se sdružením ASEAN, krom toho jednotlivě se Singapurem, Thajskem, Malajsií, Jižní Koreou, Japonskem, Novým Zélandem, Čínou, Hongkongem a Indonésií. Austrálie tvoří zónu volného obchodu také s USA. Pozoruhodné je, že se jí podařilo takovou dohodu podepsat také se dvěma jihoamerickými zeměmi, s Chile a Peru. Již od roku 2007 pak probíhají jednání o vytvoření zóny volného obchodu s Bahrajnem, Kuvajtem, Ománem, Katarem, Saúdskou Arábií a Spojenými arabskými emiráty, intenzivní jednání probíhají též s Indií a Evropskou unií. Největším přímým investorem v zemi jsou USA.
Měnou je australský dolar. Tuto měnu užívají i tři další nezávislé státy: Kiribati, Nauru a Tuvalu. Australian Securities Exchange je devátá největší burza na světě.
Austrálie je též známa svobodným prostředím pro podnikání, podle Indexu ekonomické svobody, který každoročně sestavuje The Heritage Foundation a The Wall Street Journal, je Austrálie čtvrtou nejsvobodnější zemí pro obchod na světě (k roku 2020), navíc je nejvýše umístěnou opravdu velkou zemí (na čele žebříčku jsou městské státy Singapur a Hongkong, který navíc není zemí v pravém slova smyslu; třetí je sousední Nový Zéland). Souběžně s tím má přitom velmi vysokou kvalitu života, podle Indexu lidského rozvoje šestou nejvyšší na světě (k 2018). Australská města se rovněž tradičně umisťují vysoko v žebříčku měst nejlepších k životu, který sestavuje týdeník The Economist. V roce 2019 se Melbourne v tomto žebříčku umístilo na druhém místě, Sydney na třetím a Adelaide na desátém.

## Obyvatelstvo

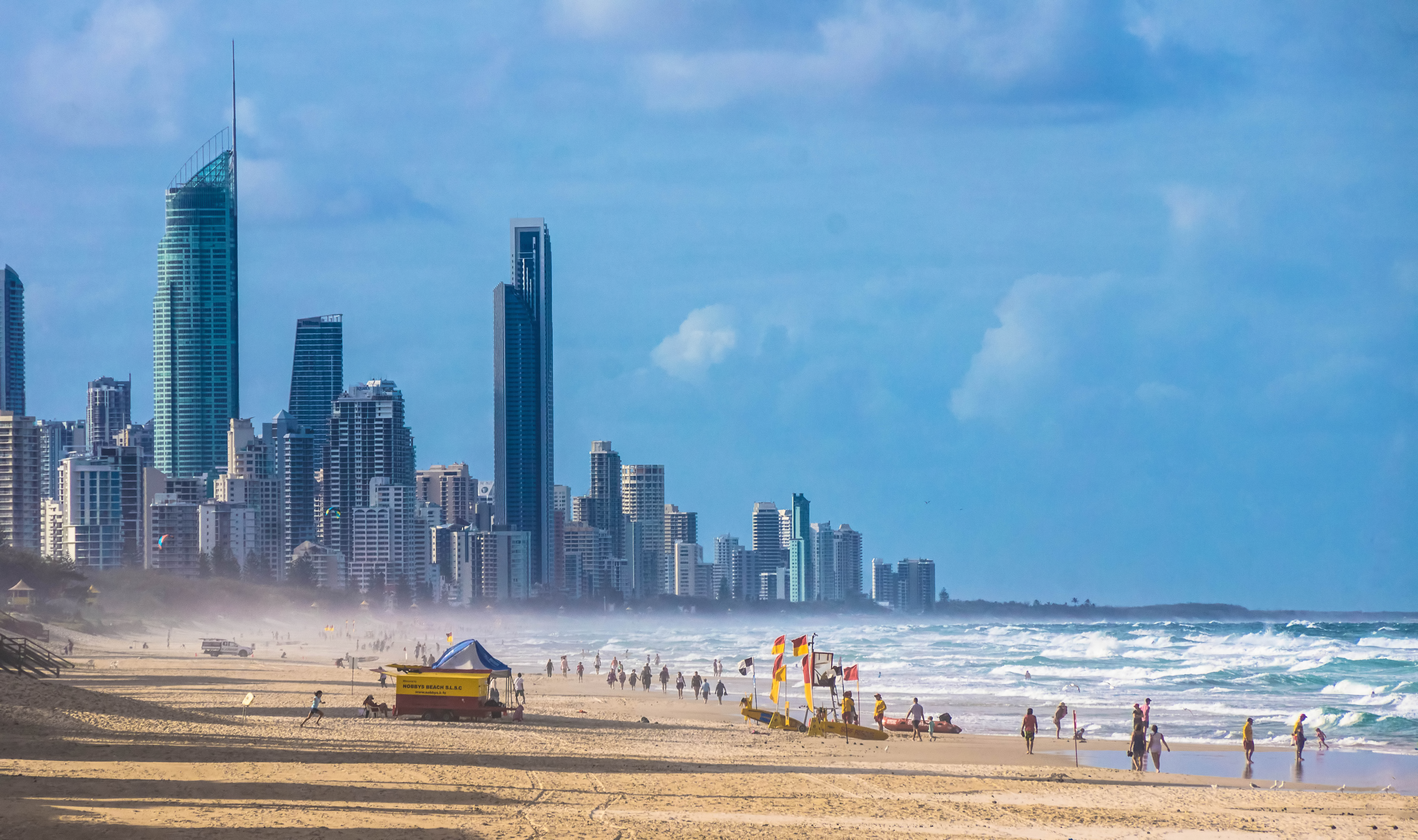
Téměř tři čtvrtiny Australanů žijí ve městech a pobřežních oblastech. Pláž je nedílnou součástí australské identity.

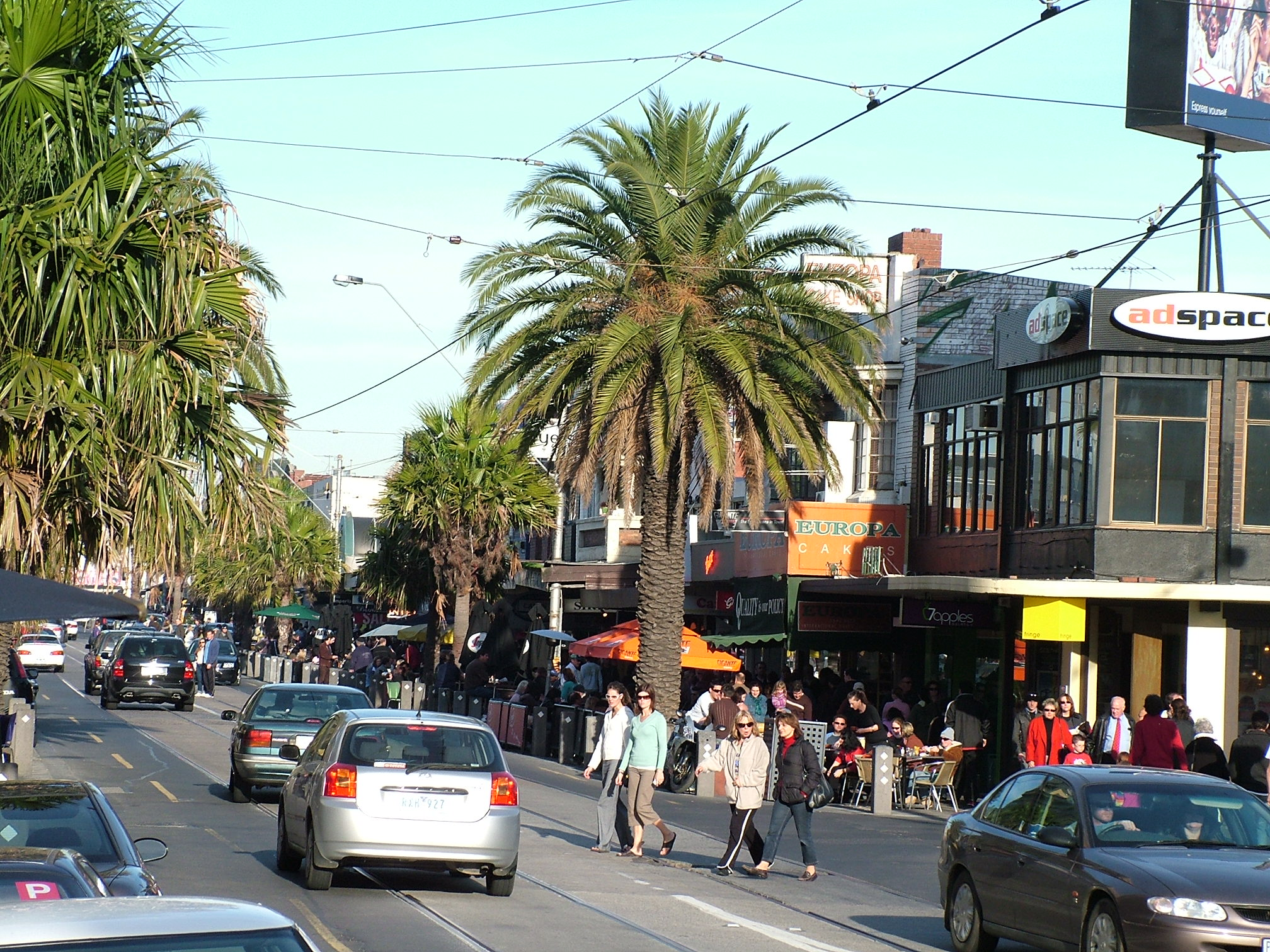
Melbourne je druhé největší město Austrálie se 4 miliony obyvatel

Austrálie je velmi řídce osídlenou zemí. Podle sčítání lidu z roku 2021 obývá zemi o dvojnásobné rozloze Indie pouze přibližně 27,3 milionu.
Obyvatelstva by mohlo přibýt až na hranici 42 milionů v roce 2050, pokud by pokračoval současný migrační trend. To by bylo asi o 6 milionů lidí víc, než plánuje australská vláda. Většina obyvatel je soustředěna při pobřeží. Hustota zalidnění je 3,6 obyvatel/km2.
76,1 % obyvatel o sobě uvádí, že jsou potomci britských a irských přistěhovalců, 15,6 % jsou potomci přistěhovalců z ostatních evropských zemí, 5,3 % má původ asijský a 3 procenta jsou původní Austrálci. Původních obyvatel zde žije asi 517 000, obývají především Severní teritorium a ostrovy v Torresově průlivu. 28,5 % obyvatel Austrálie (asi 7 milionů) se narodilo mimo její území.
Austrálie má dlouhou historii přistěhovalectví. V 19. století a na počátku 20. století převládali imigranti z Britských ostrovů, kteří dnes tvoří základ australského národa. Ve 20. století se přistěhovalo mnoho Řeků, Italů, Němců a také Češi a Slováci. V 70. letech 20. století vláda zrušila politiku „bílé Austrálie“, která preferovala imigranty z Evropy, a od té doby roste počet přistěhovalců z Asie. V současnosti australská vláda přijímá ročně okolo 190 000 imigrantů a většina z nich pochází z Asie.
89 % obyvatel žije ve velkých městech. Austrálie tak patří k nejurbanizovanějším zemím světa. Pět měst má více než milion obyvatel: Sydney, Melbourne, Brisbane, Perth a Adelaide. Dohromady v těchto pěti městech, nebo jejich bezprostředním okolí, žije 16,3 milionu lidí, tedy přes 70 procent obyvatel země.

### Jazyk
I když Austrálie oficiálně nemá žádný úřední jazyk, tak je zde pevně zakotvena angličtina, de facto jako národní jazyk. Její nejpoužívanější formou je australská angličtina, což je dialekt, který se od angličtiny mluvené například v Anglii nebo ve Spojených státech poněkud liší jak výslovností, tak slovní zásobou. Podle sčítání lidu z roku 2016 se v Austrálii mluví kromě angličtiny více než 300 jazyky. Bylo však zjištěno, že 72,7 % australských domácností používá pouze angličtinu. Druhým nejrozšířenějším jazykem je standardní čínština (2,5 %), následovaná arabštinou (1,4 %) a kantonštinou (1,2 %).
Když do Austrálie poprvé připlul James Cook, byl počet jazyků původních obyvatel více než 250. Do dnešní doby se jich uchovalo něco přes 100, z toho méně než 20 je stále aktivně používáno. Austrálské domorodé jazyky mají okolo 50 000 mluvčích, což je méně než pětina austrálské domorodé populace. Mezi nejpoužívanější austrálské domorodé jazyky patří jazyk Západní pouště a warlpiri. Naprostá většina austrálských domorodých jazyků patří do velké jazykové rodiny pama-nyunganských jazyků, na severu Austrálie ale existují další menší jazykové rodiny (například garawanské jazyky nebo nyulnyulanské jazyky). Domorodci z Torresových ostrovů používají dva domorodé jazyky: kalaw lagaw ya (patřící do pama-nyunganských jazyků) a meriam (patřící do rodiny východních trans-Fly jazyků, jedné z rodin papuánských jazyků). Původní jazyky Tasmánců vymřely, potomci Tasmánců vyvíjejí nový, umělý jazyk vycházející z původních tasmánských jazyků, který se nazývá palawa kani. V Austrálii se používají dva kreolské jazyky na bázi angličtiny: australská kreolština, kterou mluví Aboridžinci, a kreolština Torresovy úžiny. V Západní Austrálii se používá také smíšený jazyk Broome Pearling Lugger Pidgin. V Austrálii také vznikly zcela nové dialekty některých evropských jazyků, jedná se o dialekt němčiny z údolí Barossa nebo Il-Maltraljan (maltralian), varianta maltštiny rozšířená mezi Malťany v Austrálii.

### Náboženství

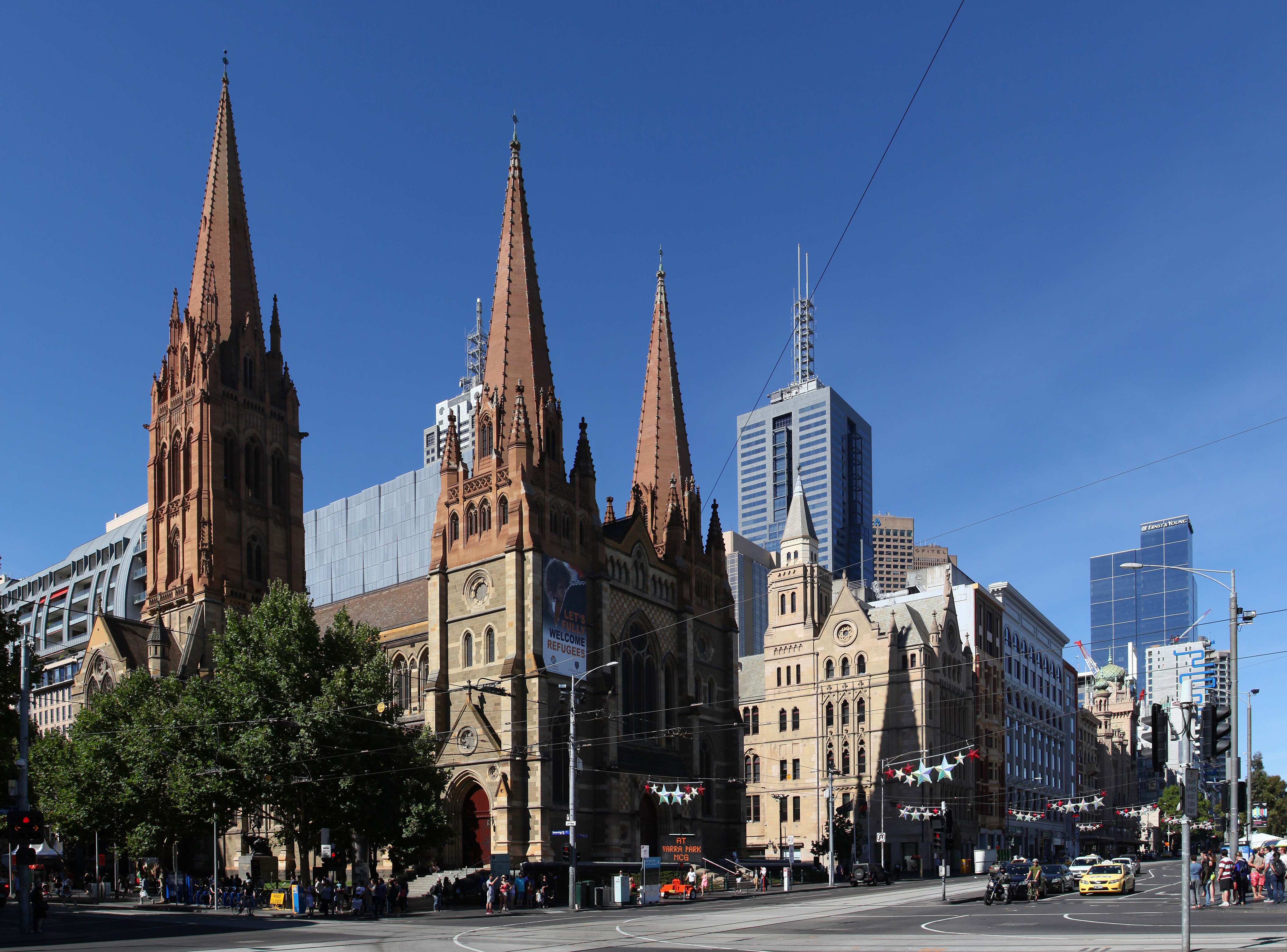
Anglikánská katedrála sv. Pavla v Melbourne

Při posledním sčítání lidu v roce 2006 se 64 % obyvatel přihlásilo ke křesťanství. Nejvíce obyvatel se přihlásilo ke katolické církvi – 25 %, včetně východních katolíků, jimiž jsou:
- Chaldejští katolíci: Eparchie sv. Tomáše Apoštola v Sydney, která vznikla v roce 2006, v roce 2010 měla 32 000 členů. Počet věřících narůstá: 2014 – 39 000 členů, 2015 – 35 000 členů.
- Maronité: Eparchie sv. Marona v Sydney, 1990 – 125 000 členů, jejich počet narůstá: 2000 – 160 000, 2010 – 150 000, 2014 – 154 500, 2015 – 150 000.
- Syromalabarští katolíci v Indii: Eparchie sv. Tomáše v Melbourne, vznikla v roce 2013, v roce 2015 měla 50 000 členů.
- Řeckokatolíci-melchité: Eparchie sv. Michaela v Sydney, 1990 – 40 000 věřících, počet narůstá: 2000 – 45 000, 2010 – 50 000, 2014 – 52 000, 2015 – 52 900.
- Ukrajinští řeckokatolíci: Eparchie sv. Petra a Pavla v Melbourne, v roce 1990 měla 25 000 členů, v roce 2015 už 33 100 členů.

Působí zde i Personální ordinariát Naší Paní (tj. Panny Marie) Jižního kříže pro římské katolíky anglikánského ritu (bývalé anglikány), který vznikl 15. června 2012. V roce 2012 měl 300 věřících a 7 kněží ve 4 farnostech, jejich počet však narůstá: V roce 2013 měl 1 000 věřících a 8 kněží ve 4 farnostech, v roce 2014 již 2 000 věřících a 14 kněží v 11 farnostech. Ordinářem je od 15. června 2012 Harry Entwistle (narozen 31. 5. 1940).
K anglikánské církvi se hlásí 17 % obyvatelstva (asi 19 % protestanti, celkem včetně mormonů a jehovistů) a asi 3 % jsou pravoslavní, včetně např. syrských jakobitů (miafyzit. vyznání) – patriarchální vikariát – arcidiecéze Austrálie, má 7 farností a jednu farnost na Novém Zélandu. K nekřesťanským náboženstvím se přihlásilo 7 % lidí, nejvíce k buddhismu a islámu, 22 % obyvatel se označilo jako „bez vyznání“ a 10 % odmítlo na otázku o svém vyznání odpovědět (vyznání nezjištěno). Nedělní bohoslužby vykazují (pravidelnou) návštěvu okolo 7,5 % obyvatel (polovina z toho připadá na katolické bohoslužby).

### Zdraví
Očekávaná (či též střední) délka života (dle statistik z let 2014–2016) je v Austrálii čtvrtá nejvyšší na světě u mužů a třetí nejvyšší u žen (přičemž do statistiky OSN byl zařazen i Hongkong, z reálně suverénních států byly před Austrálií u mužů Japonsko a Island, u žen jen Japonsko). Tato očekávaná délka byla u mužů 80,4 roku a u žen 84,6 roku.
Austrálie má nejvyšší výskyt rakoviny kůže na světě. Pravděpodobnost, že Australan onemocní rakovinou kůže, je čtyřikrát vyšší, než že onemocní jiným druhem rakoviny. O příčinách se vede debata, hlavní roli hraje vysoké vystavení slunečnímu záření a možná i tenčí ozónová vrstva nad Austrálií. Nejčastější lidmi způsobenou příčinou onemocnění a smrti je kouření cigaret, odpovídá za 7,8 % celkové úmrtnosti a nemocí. Na druhém místě je hypertenze způsobená životním stylem (7,6 %) a na třetím obezita (7,5 %). Austrálie zaujímá 35. místo na světě a je na vrcholu vyspělých zemí v podílu obézních dospělých. Téměř dvě třetiny (63 %) její dospělé populace trpí nadváhou nebo obezitou.
Celkové výdaje na zdravotnictví (včetně výdajů soukromého sektoru) se pohybují kolem 9,8 % HDP. Austrálie zavedla v roce 1975 systém univerzálního zdravotního pojištění evropského typu. Je znám jako Medicare. Federální státy spravují nemocnice a související ambulantní služby, zatímco federální vláda financuje program subvencování nákladů na léky a obecnou lékařskou praxi.

## Kultura

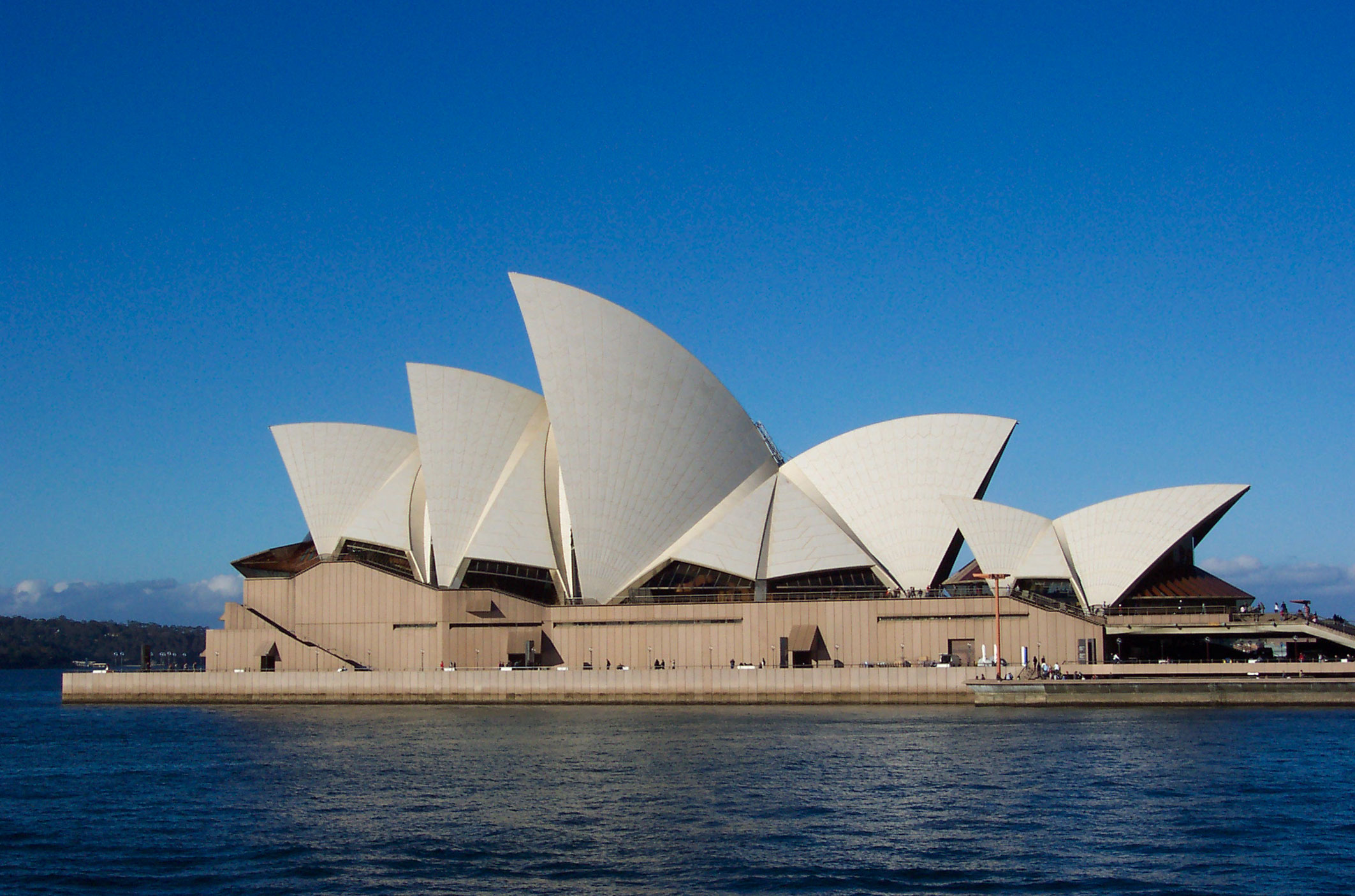
Opera v Sydney

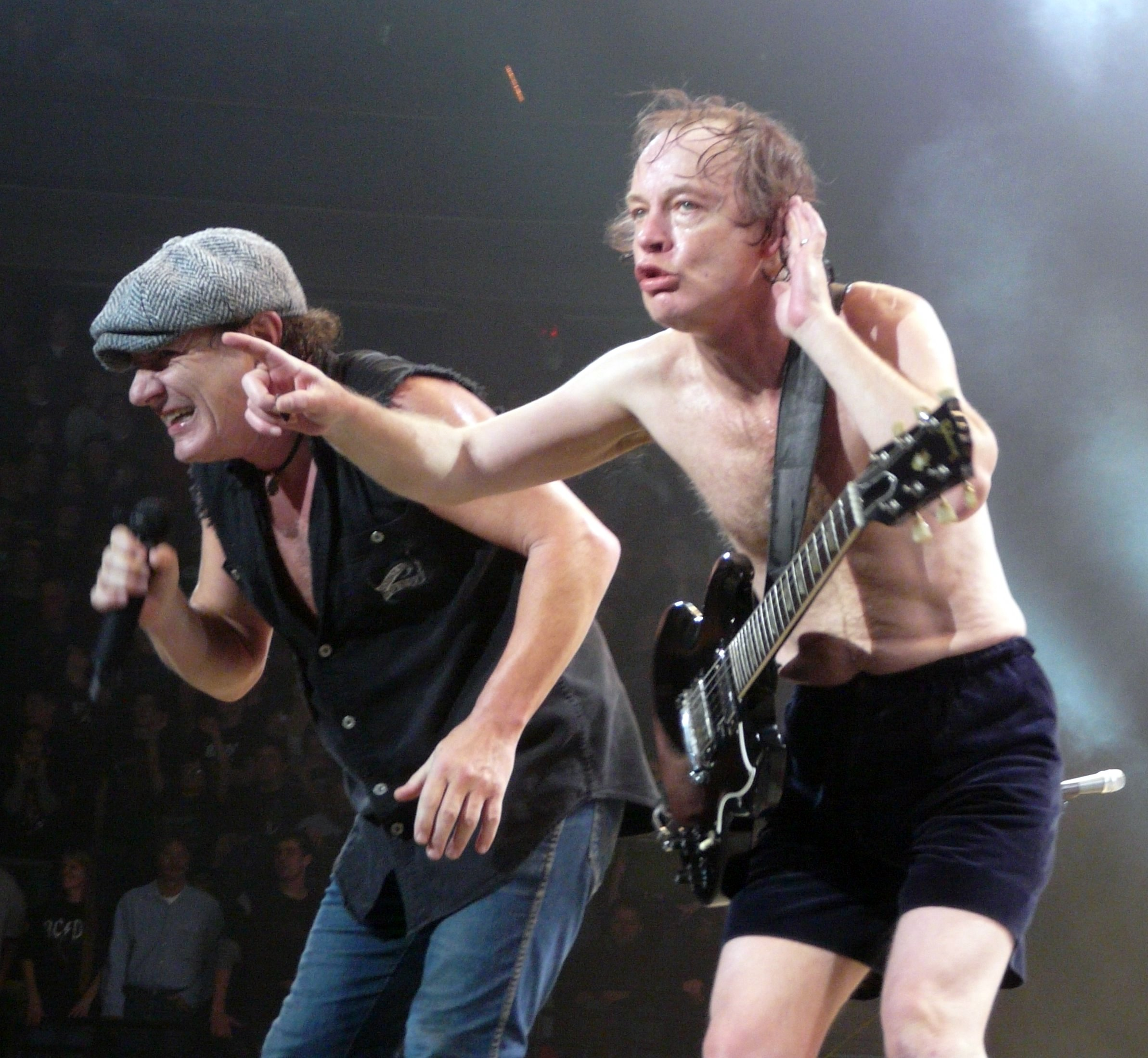
AC/DC

Nejoceňovanějším australským architektem je nositel prestižní Pritzkerovy ceny Glenn Murcutt (narozen v Anglii). Dvě významné australské stavby byly zapsány na seznam světového kulturního dědictví UNESCO. První je budova Opery v Sydney, patrně nejikoničtější stavba v zemi, již dostavili roku 1973 podle návrhu dánského architekta Jorna Utzona. Druhou je Královská výstavní budova v Melbourne navržená pro mezinárodní výstavy v letech 1880 a 1888. Jejím autorem byl Joseph Reed. Krom toho jsou na seznamu australské historické káznice. Unikátním urbanistickým celkem je hlavní město Canberra, které na začátku 20. století vyprojektoval americký architekt Walter Burley Griffin, jako vzorové město prérijní architektury, plné zeleně.
Nejvýznamnějším australským malířem byl Sidney Nolan, který se rád věnoval australské historii a přispěl rovněž k legendarizaci zločince Neda Kellyho.
Od roku 2006 byl australským občanem i spisovatel a nositel Nobelovy ceny za literaturu John Maxwell Coetzee. Dalším literárním nobelistou byl Patrick White. Významnou představitelkou feminismu byla spisovatelka Germaine Greerová. Ke klasikům australské literatury patří Pamela Lyndon Traversová, která stvořila postavu chůvy Mary Poppinsové, populární zvláště v anglosaském světě. Ke známým autorům patří i Colleen McCulloughová, Peter Carey, Richard Flanagan, nebo autor Schindlerova seznamu Thomas Keneally. V žánru sci-fi se prosadil Greg Egan.
Filmový scenárista John Farrow získal roku 1957 Oscara za scénář k filmu Cesta kolem světa za 80 dní. Také mnozí australští herci získali světový věhlas v Hollywodu, jako Errol Flynn, Russell Crowe, Nicole Kidmanová, Cate Blanchettová, Naomi Wattsová či Heath Ledger. V sérii X-men se objevil Hugh Jackman, ve filmech Thor či Avengers Chris Hemsworth, ve Spielbergově snímku Mnichov Eric Bana a ve Stroji času hrál Guy Pearce. Australanem byl i jeden z představitelů Jamese Bonda George Lazenby. V televizním seriálu Mentalista účinkoval Simon Baker. Televize zajistila celosvětovou proslulost i „lovci krokodýlů“ Stevu Irwinovi či šiřiteli křesťanství Nicku Vujicicovi. Z režisérů se v Hollywoodu prosadili Baz Luhrmann, George Miller či Bruce Beresford. Hlavní postavou tzv. australské nové vlny byl režisér Peter Weir. Jako tvůrce hudebních videoklipů se prosadil Russell Mulcahy. Mezi australské modelky se řadí Miranda Kerrová nebo Elle Macphersonová. 
Mezi známé australské hudební skladatele se zařadil Percy Grainger. V oblasti vážné hudby si získaly kredit operní pěvkyně Joan Sutherlandová a Nellie Melba. Australané se podobně jako jiní umělci z anglofonního prostoru poměrně hodně prosazují v globální popové a rockové hudbě. Mezi australské kapely patří AC/DC (frontman Bon Scott), Bee Gees, 5 Seconds of Summer, INXS (Michael Hutchence), Dead Can Dance (Lisa Gerrard), Savage Garden (Darren Hayes), Men at Work či Midnight Oil. Ze sólových umělců Kylie Minogue, Nick Cave, Natalie Imbruglia, Sia či Jason Donovan. Olivia Newton-Johnová (narozená v Anglii) se stala známou ve filmovém muzikálu Pomáda. Michael Balzary je kytaristou americké skupiny Red Hot Chili Peppers. Jako akustický kytarista proslul Tommy Emmanuel.

### Kuchyně

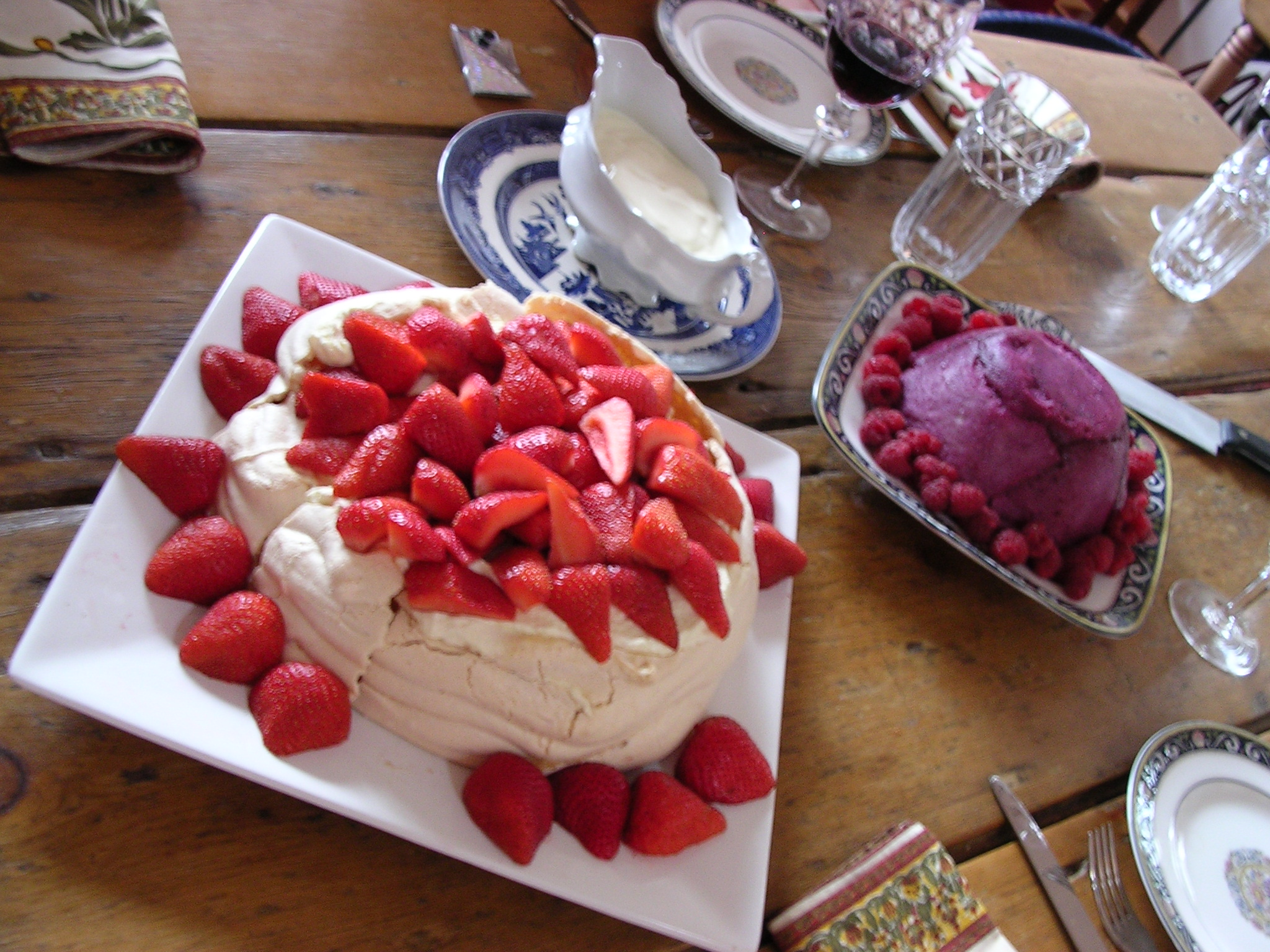
Australská vánoční tabule, jíž dominuje dort pavlova

Australská kuchyně vychází z kuchyně anglické a je podobná kuchyni novozélandské. Je ovlivněna místními surovinami. V Austrálii je populární grilování, protože je zde na to vhodné podnebí. Oblíbená jsou také jídla domorodých Aboridžínců, tzv. bushfood.
O tom, které jídlo je australským jídlem národním, se vedou spory, ale mnozí, jako například bývalý premiér Nového Jižního Walesu Bob Carre, za něj považují masový koláč. Za své národní jídlo ho ale považují i Novozélanďané. Zvláštností australské kuchyně je také Vegemite, tmavě hnědá pomazánka s kvasnicovým extraktem. Je obdobou pomazánky Marmite, která je oblíbená v Británii. Byla původně oblíbenou i v Austrálii, ale v roce 1919 došlo v důsledku poválečných potíží k narušení jejího dovozu z Británie, a tak australská firma Fred Walker & Co vyvinula vlastní kvasnicovou pomazánku, a to s výtažkem z cibule a celeru. Tento nový produkt spatřil světlo světa v roce 1922 a stal se ikonou australské gastronomie.
K nejoblíbenějším dezertům patří lamington. Má máslový nebo piškotový střed, který je obalený vrstvou čokolády a kokosu. Častá je i vrstva krému nebo jahodového džemu uprostřed. Zvláštní roli v australské kultuře má také dort zvaný pavlova. Je z pečeného krému ze šlehaných bílků, zdobený šlehačkou a ovocem. Dort je pojmenovaný na počest ruské primabaleríny Anny Pavlovové, která v letech 1926 a 1929 navštívila Austrálii a Nový Zéland. O původ tohoto dortu se oba státy přou. Každopádně v Austrálii získal charakter jídla vánočního.
Králem rychlého a pouličního občerstvení je v Austrálii Chiko Roll, drůbeží rolka inspirovaná čínskou kuchyní, kterou roku 1951 vymyslel Frank McEncroe.
Austrálie má také silnou kávovou kulturu. Jeden způsob přípravy kávy se zde také zrodil, a to tzv. flat white, tedy espresso s velmi tenkou vrstvou pěny z mléka. Vzniklo patrně v Sydney v 80. letech, byť jako v řadě jiných podobných případů se o vynález přou Australané s Novozélanďany. Popularita flat white vzrostla poté, co ho do své nabídky zařadil globální fast foodový řetězec McDonald's.

## Věda

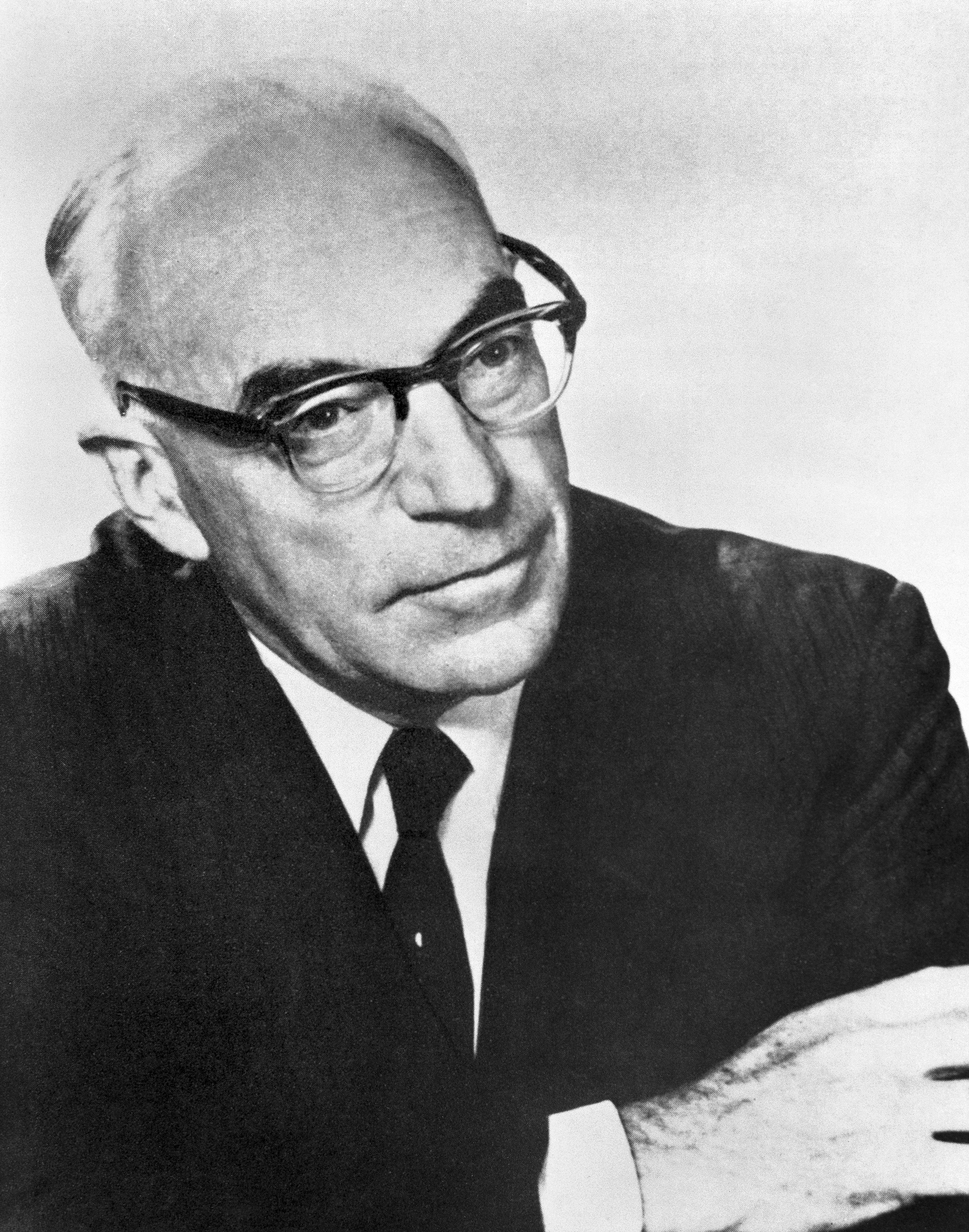
Nobelista John Carew Eccles

Nobelovu cenu za fyziku získali dva rodilí Australané William Lawrence Bragg (též občan Velké Británie) a Alexandr Michajlovič Prochorov (též občan SSSR). Také ji získal naturalizovaný Australan Brian Schmidt (narozen v USA). Nobelovu cenu za chemii získal John Cornforth (též občan Velké Británie). Nejvíce Australané uspěli při udílení Nobelových cen za fyziologii nebo lékařství. K australským laureátům patří Elizabeth Blackburnová (též občanka USA), Barry Marshall, Robin Warren, Peter C. Doherty, John Carew Eccles, Frank Macfarlane Burnet a Howard Florey. Naturalizovaným Australanem byl Bernard Katz (narozen v Německu).
K významným představitelům australské vědy patřil i anatom a antropolog Raymond Dart, vynálezce černé skřínky David Warren, astronom James Dunlop (narozen ve Skotsku), průkopník radiové astronomie Grote Reber (narozen v USA), průkopník jaderné fúze a fyzik Mark Oliphant či matematici a nositelé Fieldsovy medaile Terence Tao a Akshay Venkatesh.
V oblasti sociálních a humanitních věd je to nositel Nobelovy ceny za ekonomii John Harsanyi. Klasikem australské filozofie je Samuel Alexander (jakkoli se prosadil hlavně v Británii). V současnosti australskou filozofii reprezentují zejména Peter Singer a David Chalmers. Významným archeologem byl Vere Gordon Childe, psychologem Elton Mayo, lingvistiku rozvinuli zejména Michael Halliday.

Kampus Technické univerzity v Sydney

Pět australských univerzit se umístilo v první padesátce žebříčku QS World University Rankings 2021. Nejvýše Australská národní univerzita, státní instituce zaměřená na vědecký výzkum, jež sídlí v australském hlavním městě Canbeře. Dále jsou to Sydneyská univerzita, Univerzita v Melbourne, Univerzita Nového Jižního Walesu a Univerzita Queenslandu. V Šanghajském žebříčku 2021 se do první stovky nejlepších škol na světě dostala i Monashova univerzita a Západoaustralská univerzita. Se svými sedmi univerzitami v první stovce se Austrálie zařadila k naprostým univerzitním velmocem, předčila i Čínu, Japonsko, Švýcarsko či Kanadu. Jen Spojené státy a Británie dosáhly lepšího výsledku. V roce 2025 si Austrálie v žebříčku QS ještě polepšila, když se do první stovky nejlepších světových univerzit propracovaly krom všech sedmi výše uvedených ještě dvě další: Univerzita v Adelaide a Technická univerzita v Sydney. Tím byl stvrzen mimořádný vzestup australské vědy a úspěch vzdělanostní společnosti, na niž Austrálie vsadila. 

### Sport

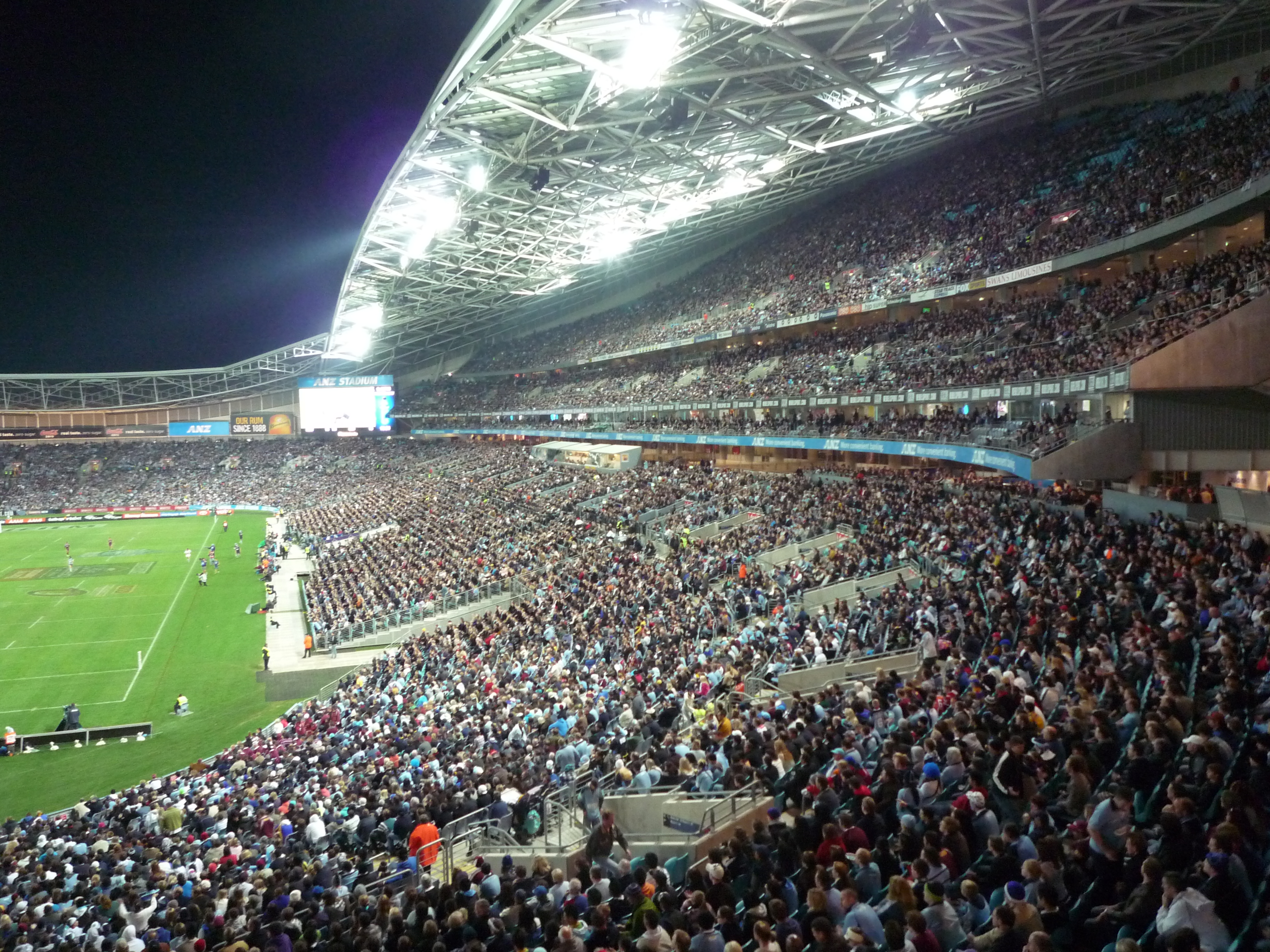
Stadion Australia v Sydney během rugbyového zápasu

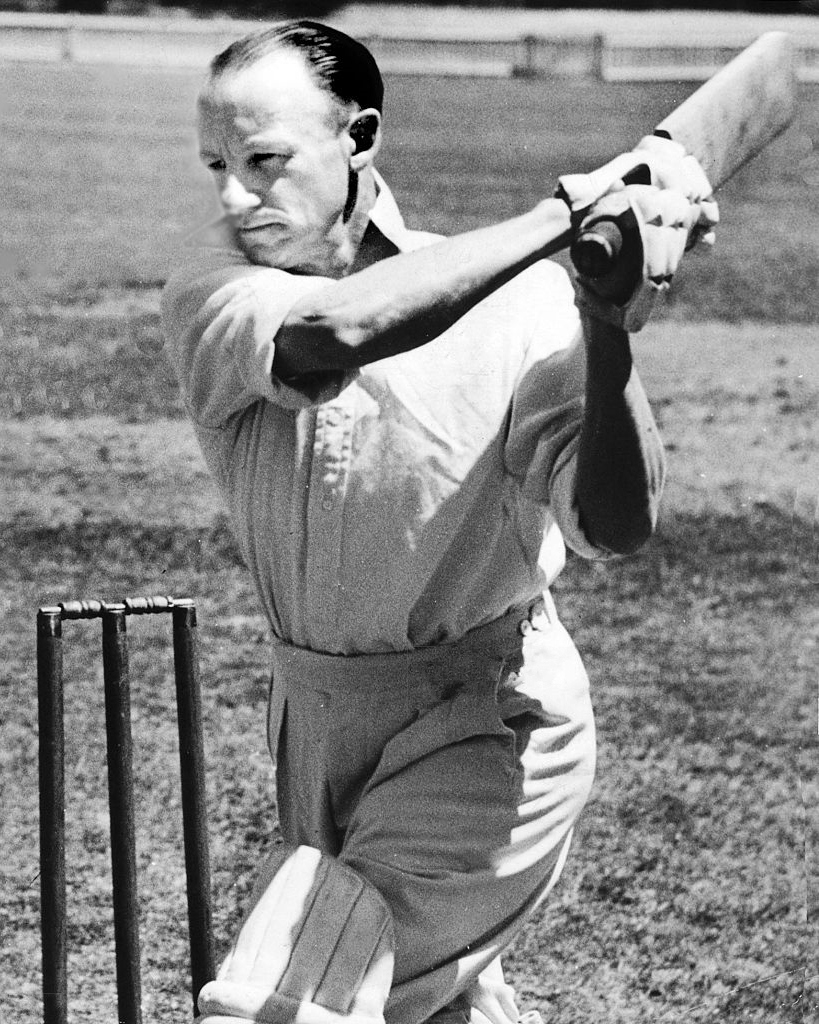
Kriketista Don Bradman

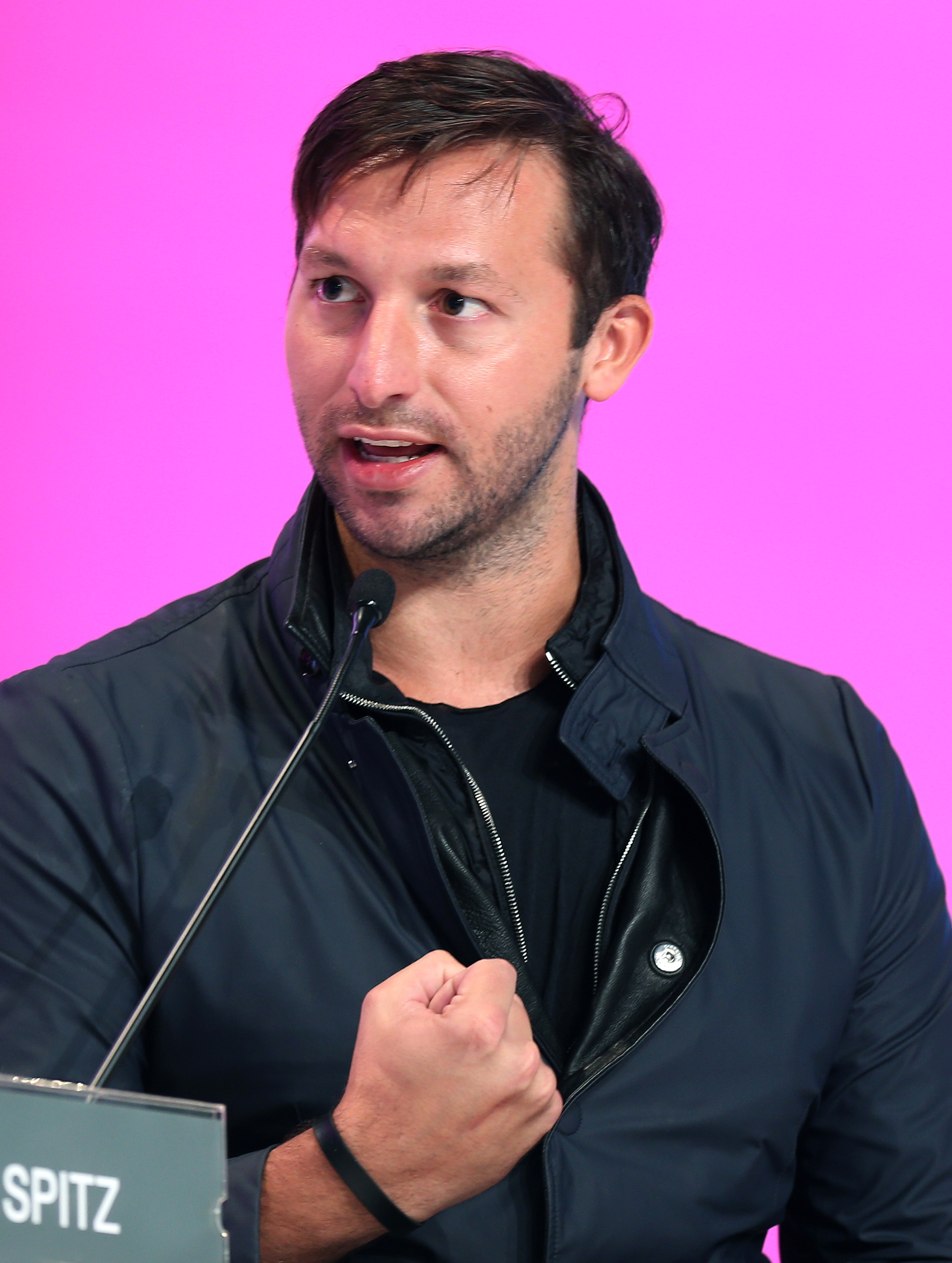
Plavec Ian Thorpe

Na mezinárodním poli vynikají australské reprezentace v kriketu, pozemním hokeji, netballu, rugby league a rugby union. Populární je zde australský fotbal a také vodní sporty, jako např. surfing.
Australané mají též mimořádnou tenisovou tradici. Do 60. let 20. století Australané v tenise dominovali, z této éry pocházejí jména legend jako Rod Laver, John Newcombe, Evonne Goolagongová, Margaret Courtová, Arthur Ashe, Margaret Smithová, Ken Rosewall či Roy Emerson. V tzv. open éře, která začala na konci 60. let, výsadní postavení ztratili, přesto se řada australských tenistů prosadila, jako například světová jednička a vítěz Wimbledonu Lleyton Hewitt, světová jednička Patrick Rafter, vítěz Wimbledonu Pat Cash nebo Samantha Stosurová, která vyhrála US Open. Hegemonem ženského tenisu se na konci prvního dvacetiletí 21. století stala Ashleigh Bartyová, světová jednička a vítězka Austrálie, Roland Garros i Wimbledonu. Mimořádně úspěšný pár pro čtyřhru vytvořili Mark Woodforde a Todd Woodbridge.
V Austrálii má velkou tradici také automobilový sport, mj. i proto, že na sousedním Novém Zélandu vznikla stáj Formule 1 McLaren, která dávala Australanům často příležitost. Jack Brabham se v závodech F1 stal trojnásobným mistrem světa. Jeden titul si připsal Alan Jones. Donedávna po okruzích kroužil i Mark Webber, který v šampionátu F1 dosáhl na třetí místo. I v závodech silničních motocyklů měli Australané své trumfy: Mick Doohan je pětinásobným mistrem světa, Casey Stoner dvojnásobným.
Australané dlouho odmítali, podobně jako Američané, propadnout evropskému fotbalu. Ovšem na konci 20. století se to změnilo. V Evropě i na světových šampionátech uspěli Tim Cahill, Mark Schwarzer, Lucas Neill, Harry Kewell nebo Mark Viduka.
Andrew Gaze je členem síně slávy Mezinárodní basketbalové federace. Basketbalistka Lauren Jacksonová byla vybrána mezi 15 nejlepších hráček americké WNBA všech dob. Cyklista Cadel Evans je vítěz Tour de France. Karrie Webbová je jedinou golfistkou, která dosáhla tzv. super grandslamu.
Tradičními národními sporty jsou australský fotbal, kriket a pozemní hokej. K nejlepším hráčům kriketu v historii patří Australan Don Bradman, k legendám tohoto sportu patří i Allan Border. Rechelle Hawkesová vybojovala s národním týmem pozemního hokeje tři olympijská zlata. Jamie Dwyer byl pětkrát vyhlášen nejlepším pozemním hokejistou světa.
Významná je i australská plavecká škola. Plavci Ian Thorpe a Emma McKeonová mají na svém kontě pět zlatých olympijských medailí. McKeonová získala na hrách v Tokiu roku 2021 jako první plavkyně v historii sedm medailí na jedněch hrách. Ale na olympiádách uspěli i další plavci, čtyři zlaté mají Dawn Fraserová, Cate Campbellová, Libby Trickettová a Murray Rose. Tři zlata mají ve sbírce Leisel Jonesová, Petria Thomasová, Grant Hackett, Emily Seebohmová, Kaylee McKeownová, Shane Gouldová, Jodie Henryová a Stephanie Riceová.
Tradičně silní jsou Australané též v jízdě na koni, Andrew Hoy a Matthew Ryan získali v parkuru na olympijských hrách každý po třech zlatých medailích. Stejnou bilanci mají i veslaři Drew Ginn a James Tomkins. V atletice se Australanům dařilo v minulosti zvláště v bězích, k legendárním běžkyním patřily Betty Cuthbertová (4 olympijská zlata) a Shirley Stricklandová, která má nejcennější olympijské kovy tři. K roku 2021 získala Austrálie na olympijských hrách 169 zlatých medailí. 69 z nich bylo v plavání. Pět z nich na hrách zimních. Z kolektivních sportů jsou Australané nejúspěšnější v pozemním hokeji, v němž brali již čtyři zlaté a celkem vybojovali 13 olympijských medailí.
Dvakrát Austrálie olympijské hry pořádala, v roce 1956 je hostilo Melbourne, v roce 2000 Sydney. V roce 2032 třetí australskou olympiádu uspořádá Brisbane. Na olympiádě v Melbourne dosáhli Australané také největšího úspěchu v medailovém pořadí národů, vystoupali na třetí příčku.